# Lahn

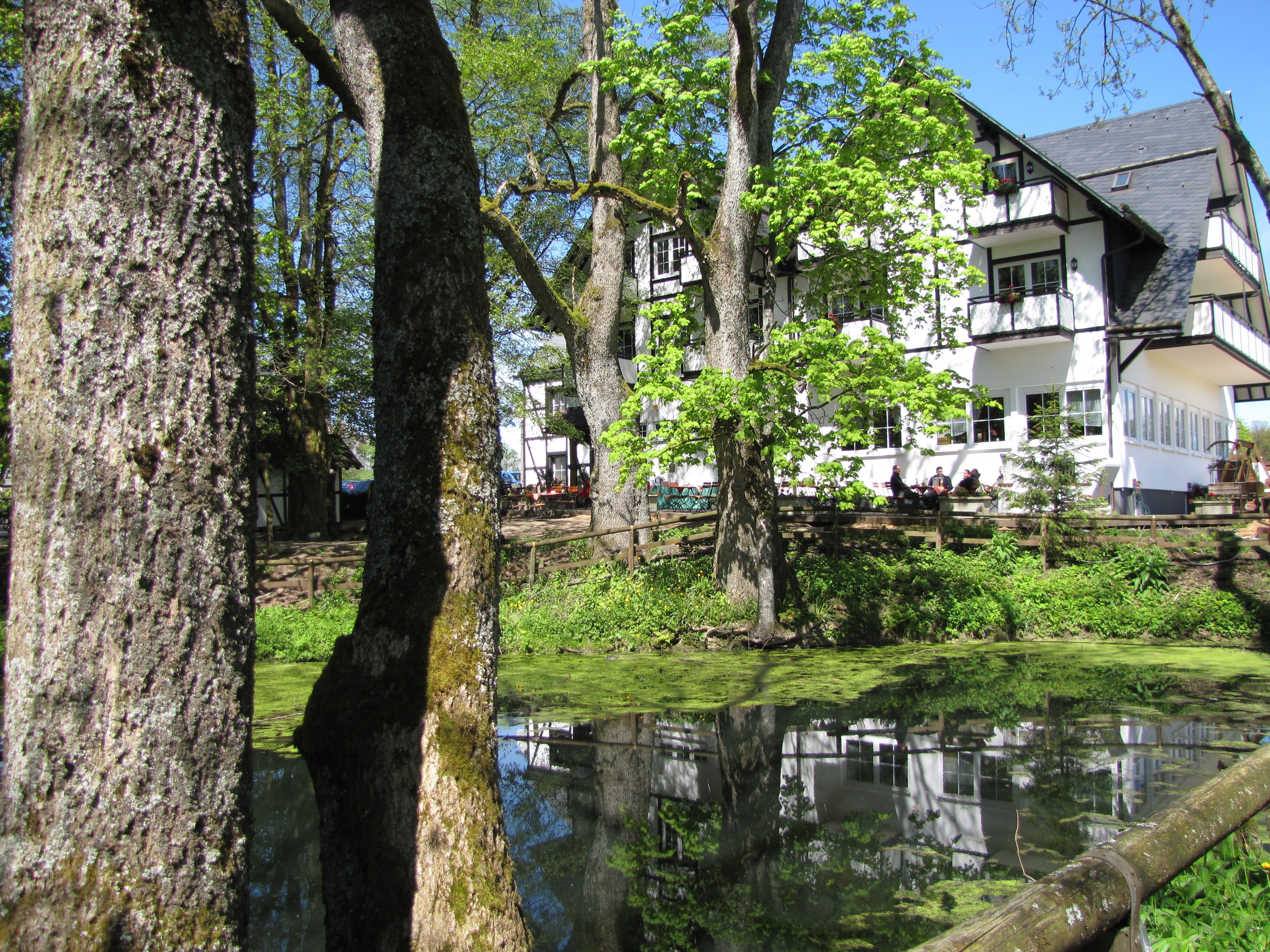
Lahnquelle (Lahntopf) in Lahnhof nahe dem Lahnkopf im Rothaargebirge

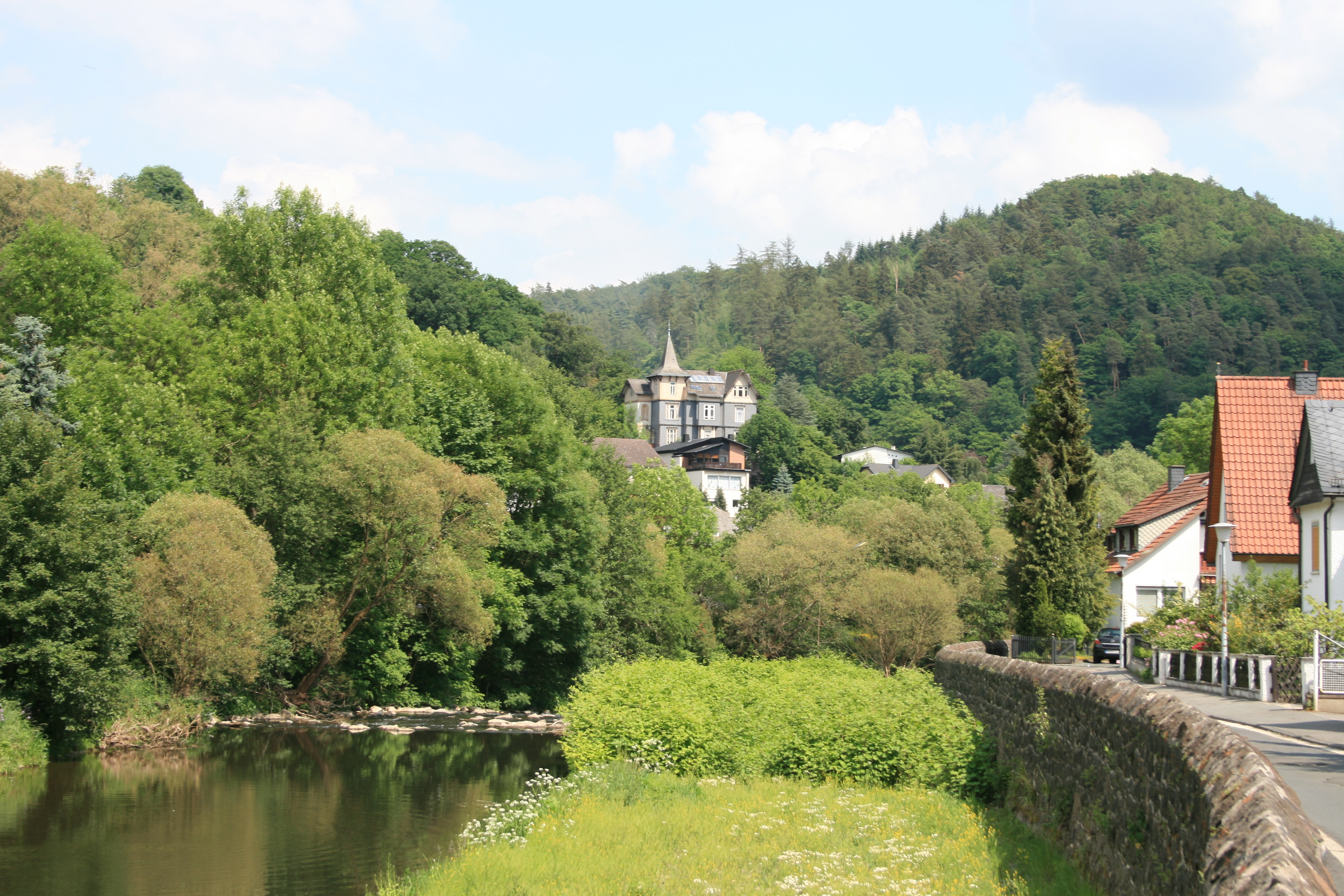
Lahn mit Hochwasserschutzmauer in Biedenkopf

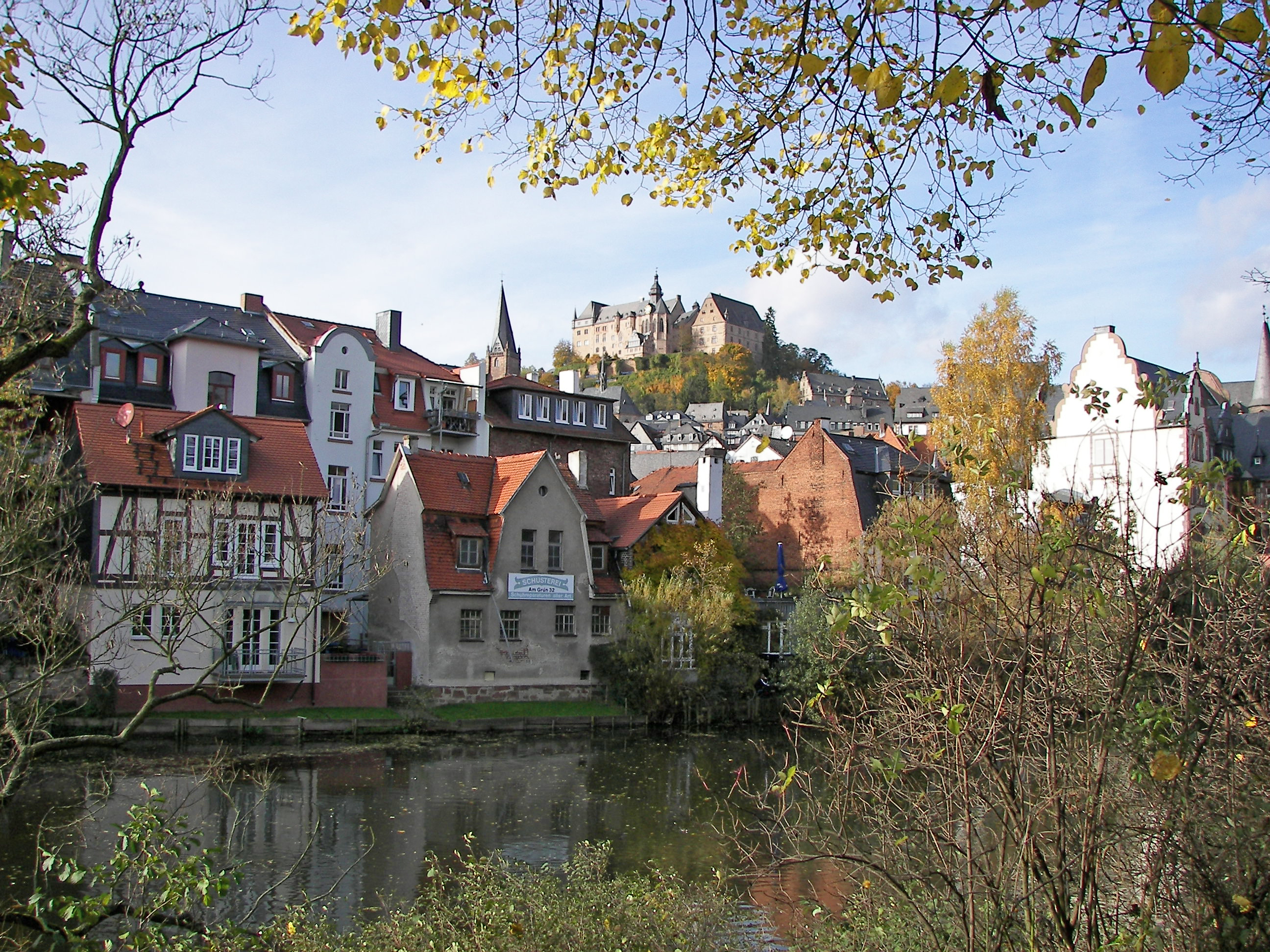
Marburg (Lahn)

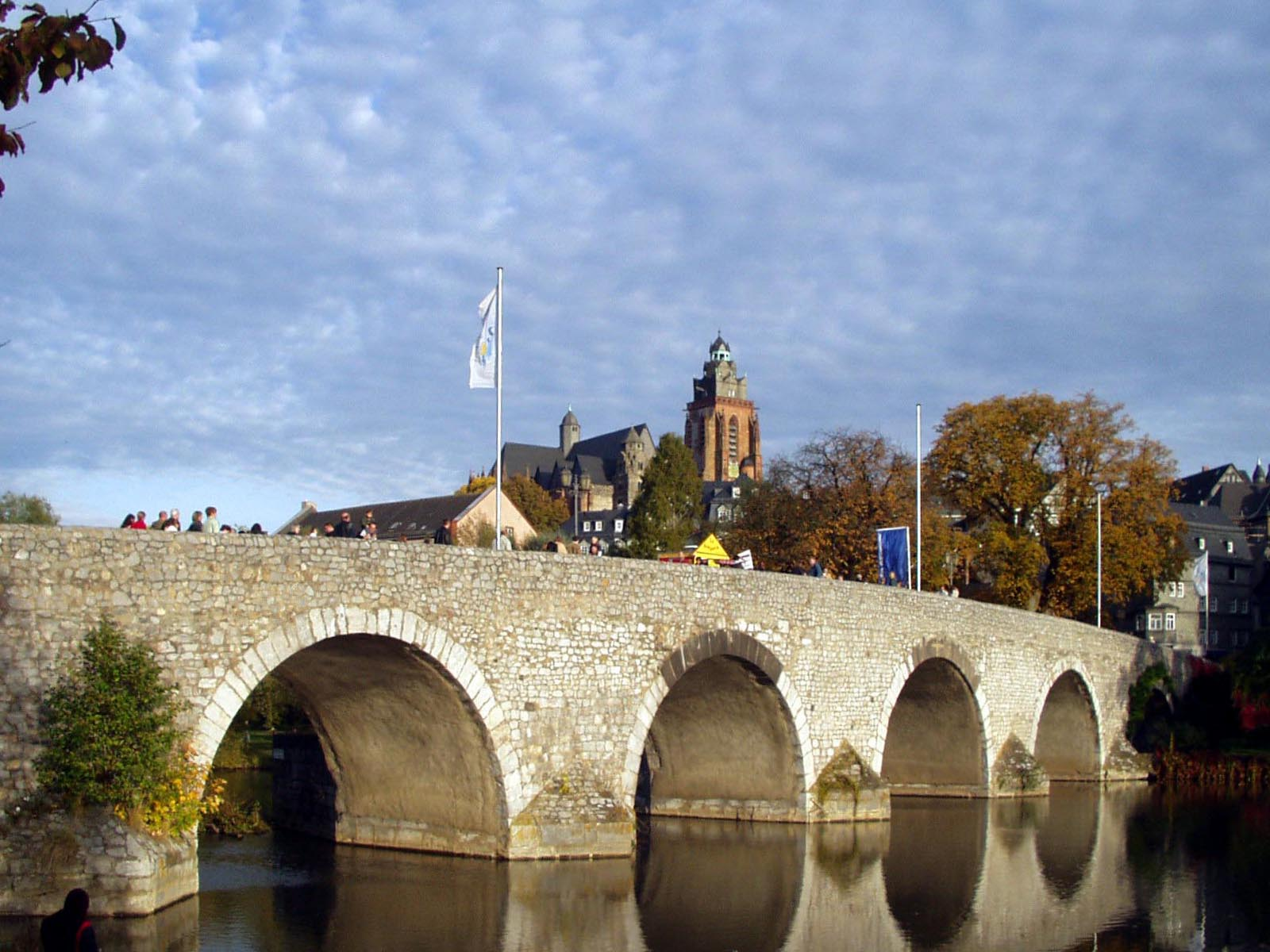
Alte Lahnbrücke in Wetzlar

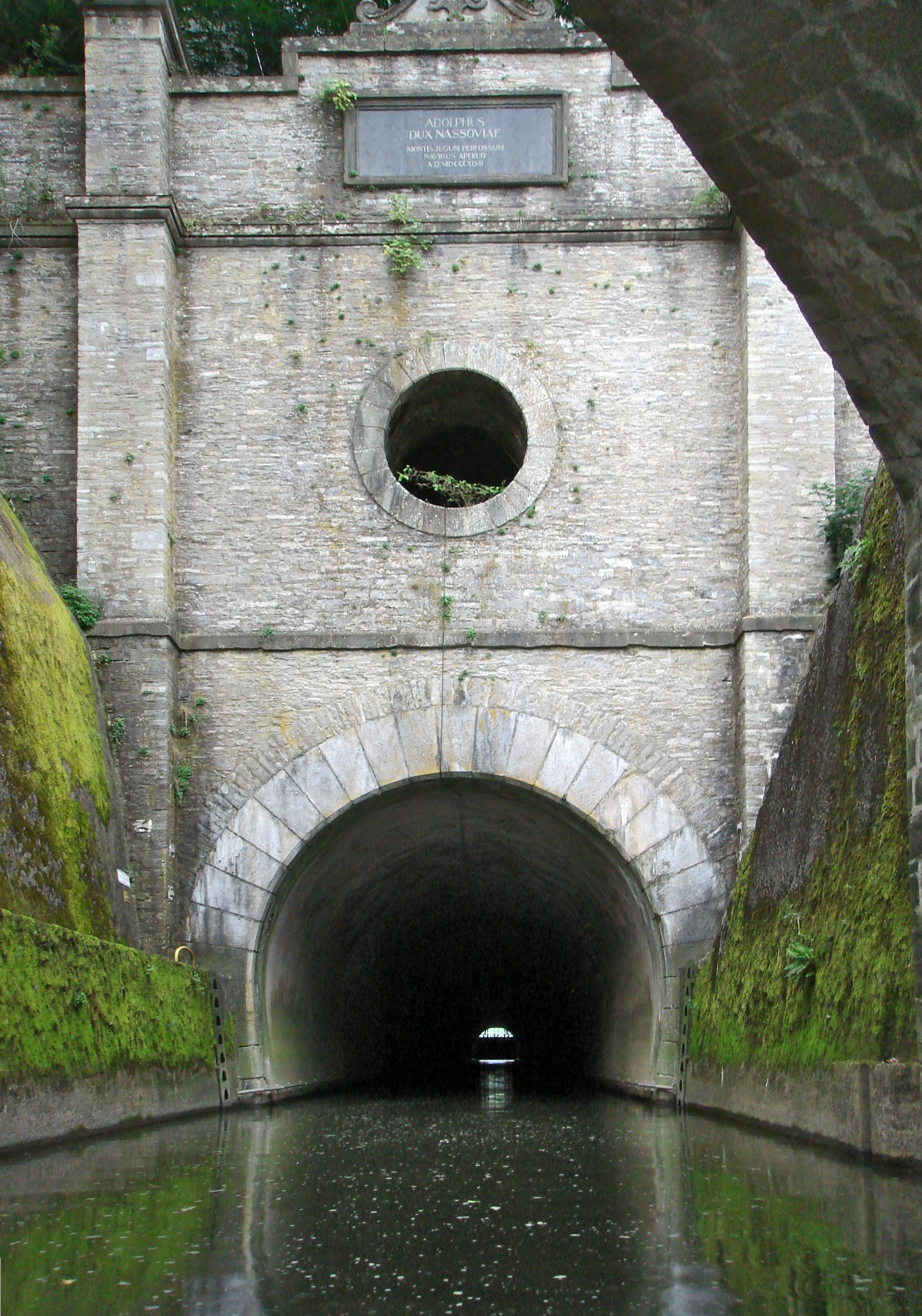
Lahntunnel (Weilburger Schifffahrtstunnel)

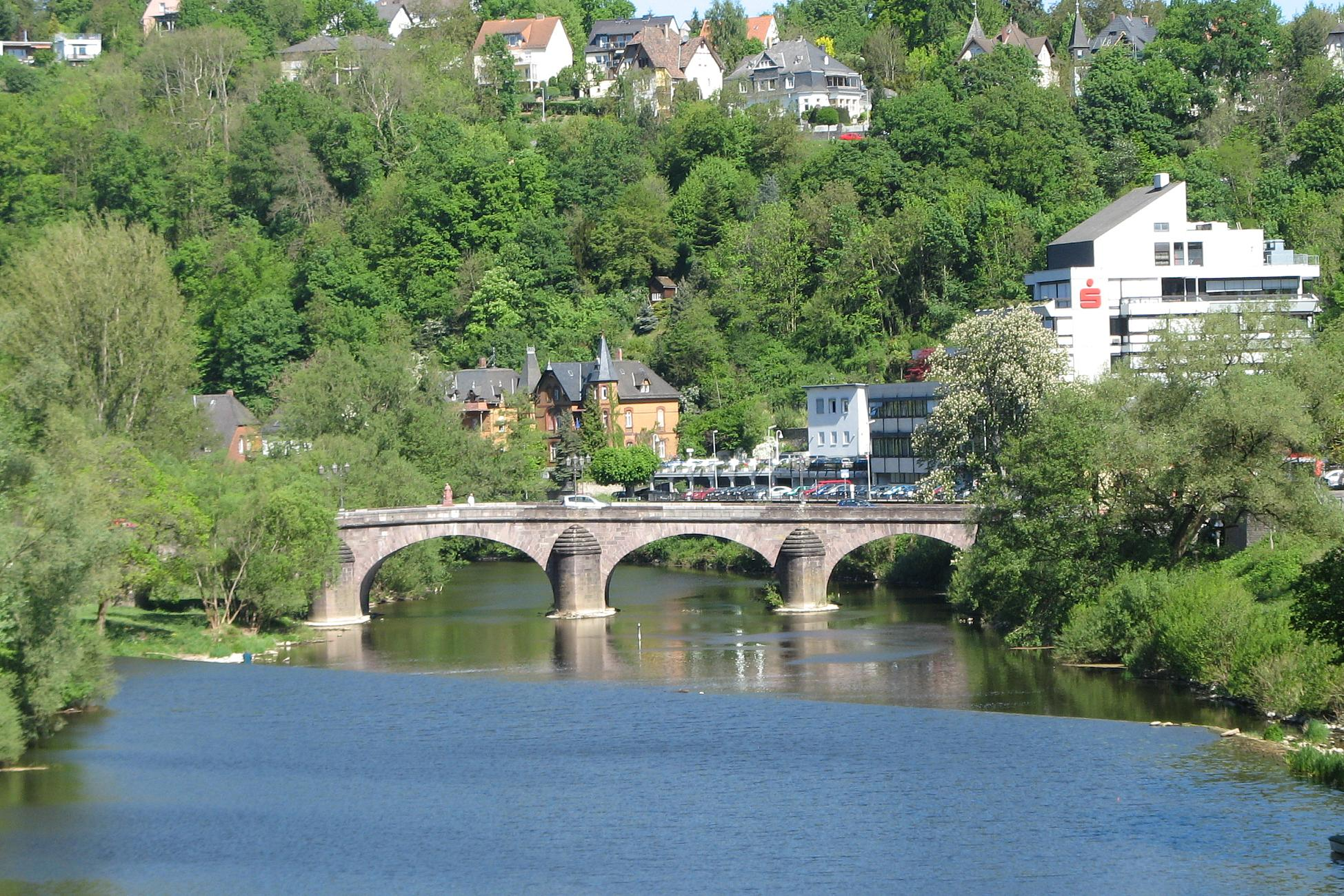
Steinerne Brücke (Weilburg), Korbbogenbrücke

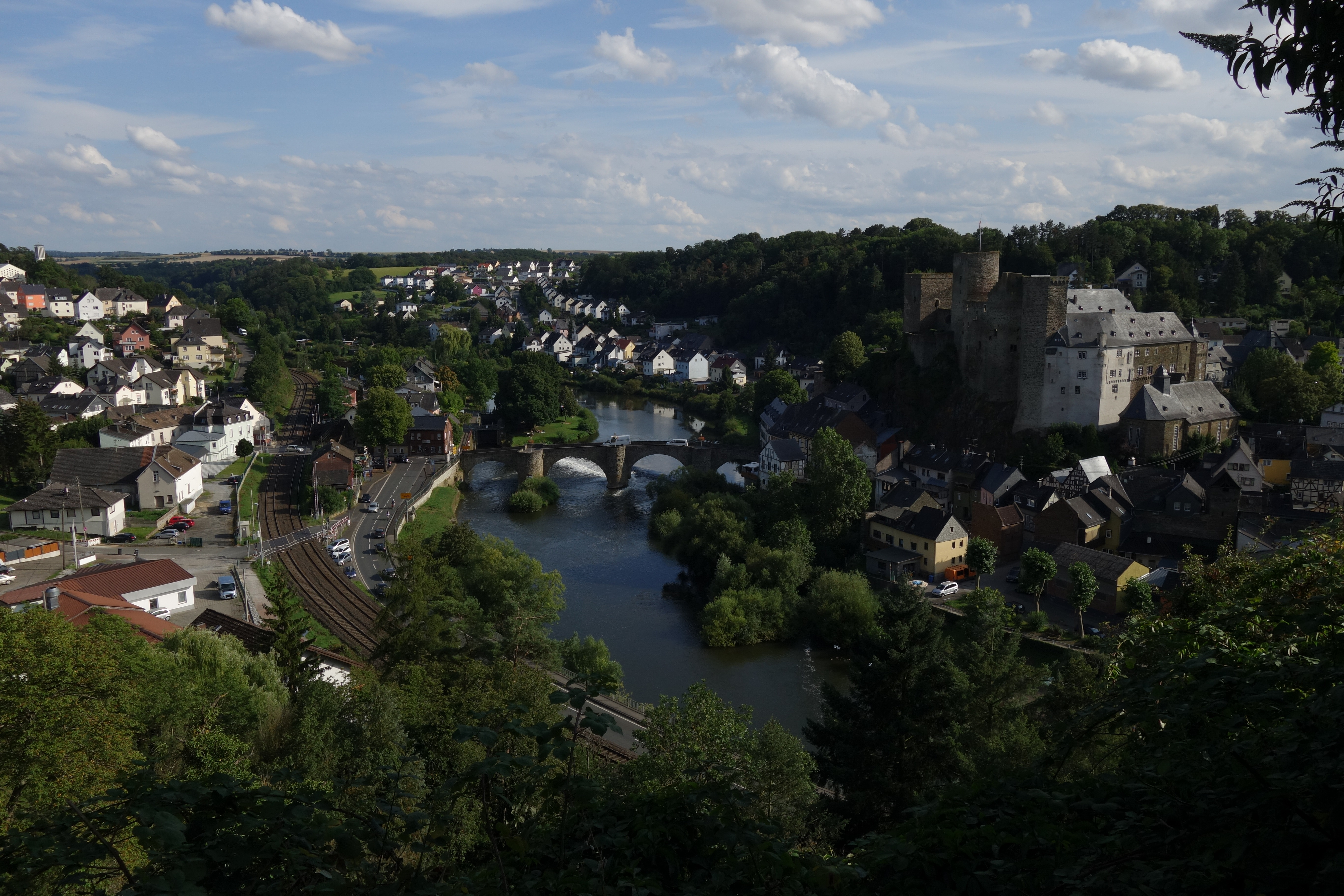
Lahn bei Runkel

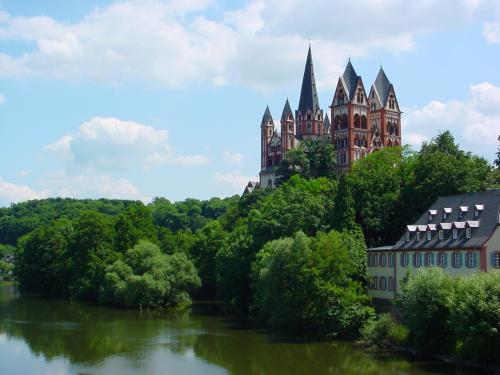
Lahn bei Limburg

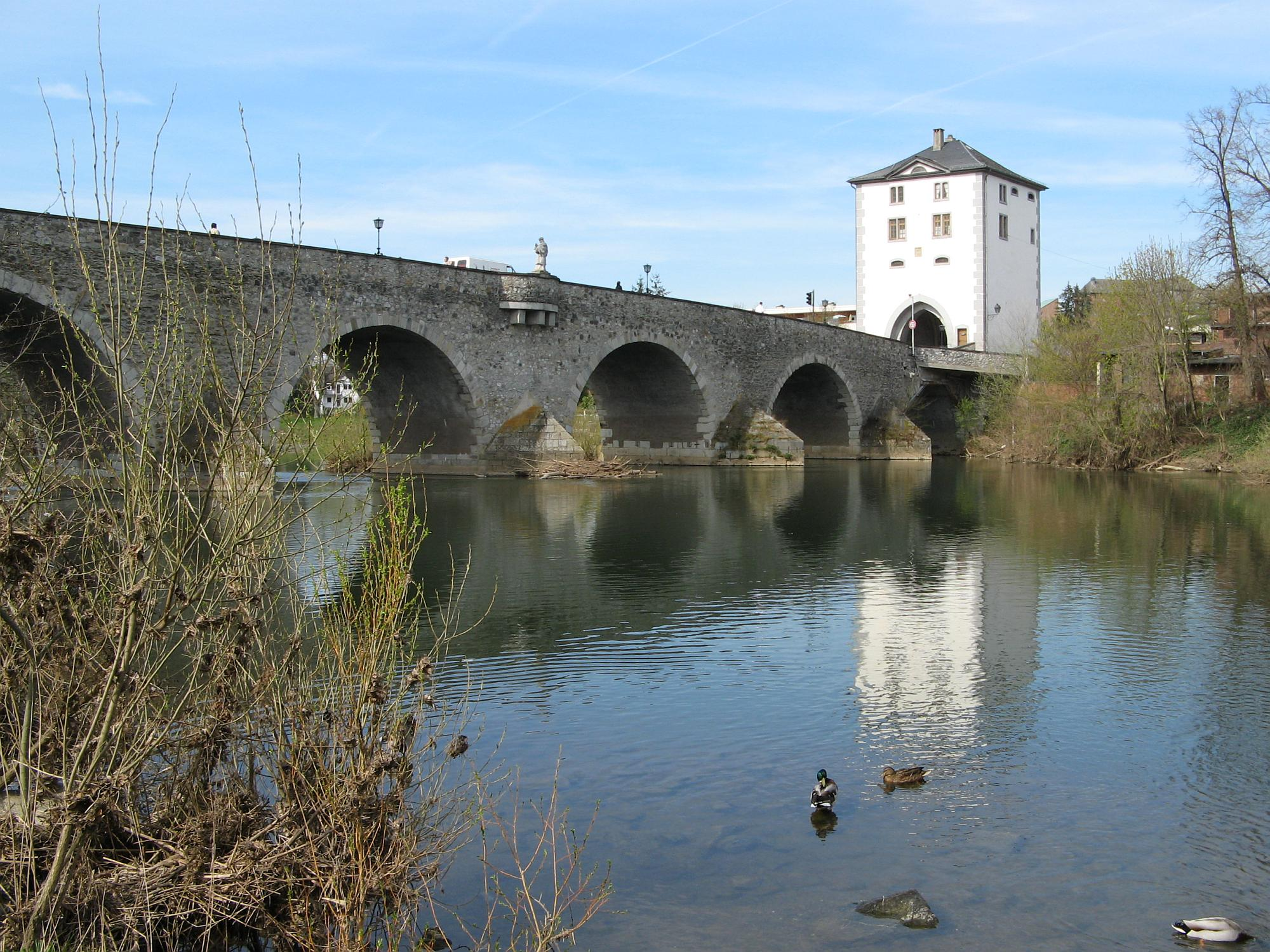
Alte Lahnbrücke (Limburg)

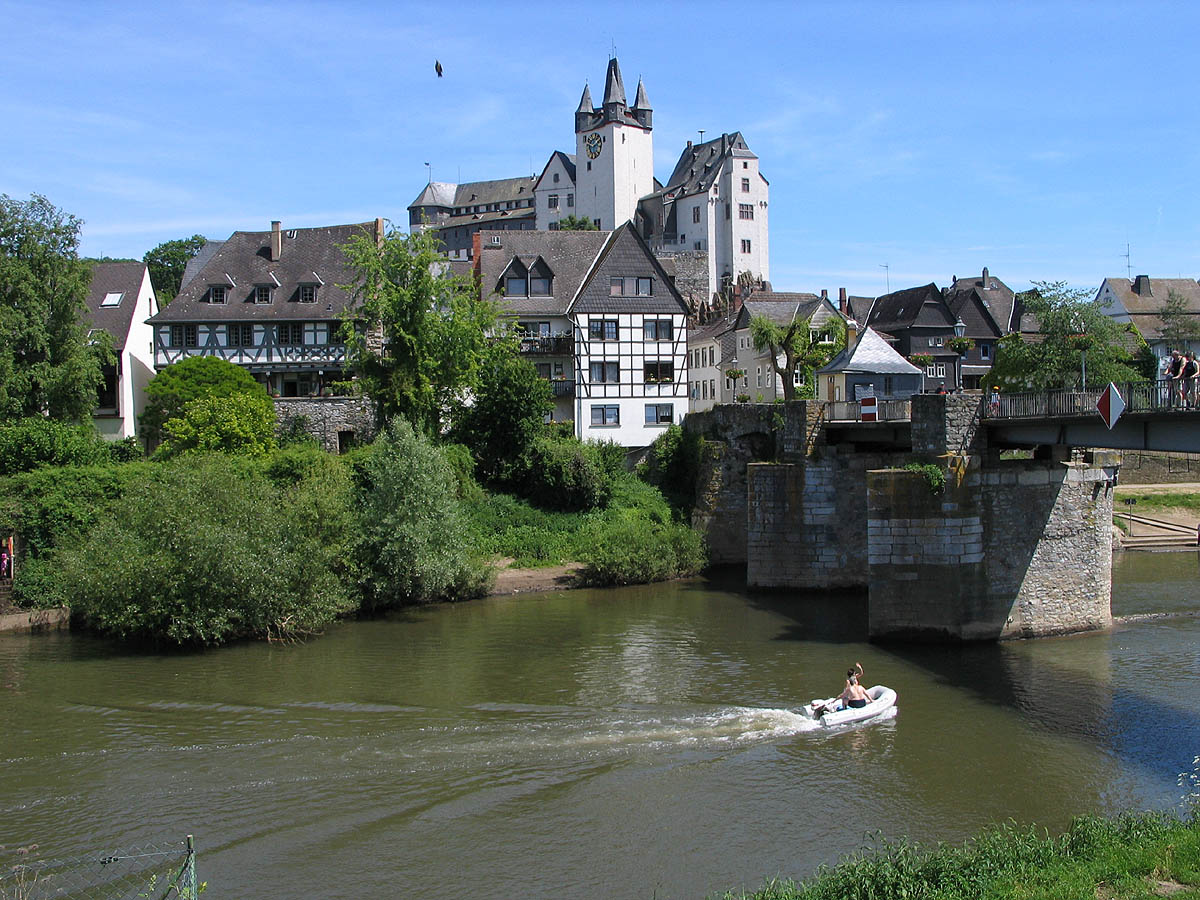
Diez

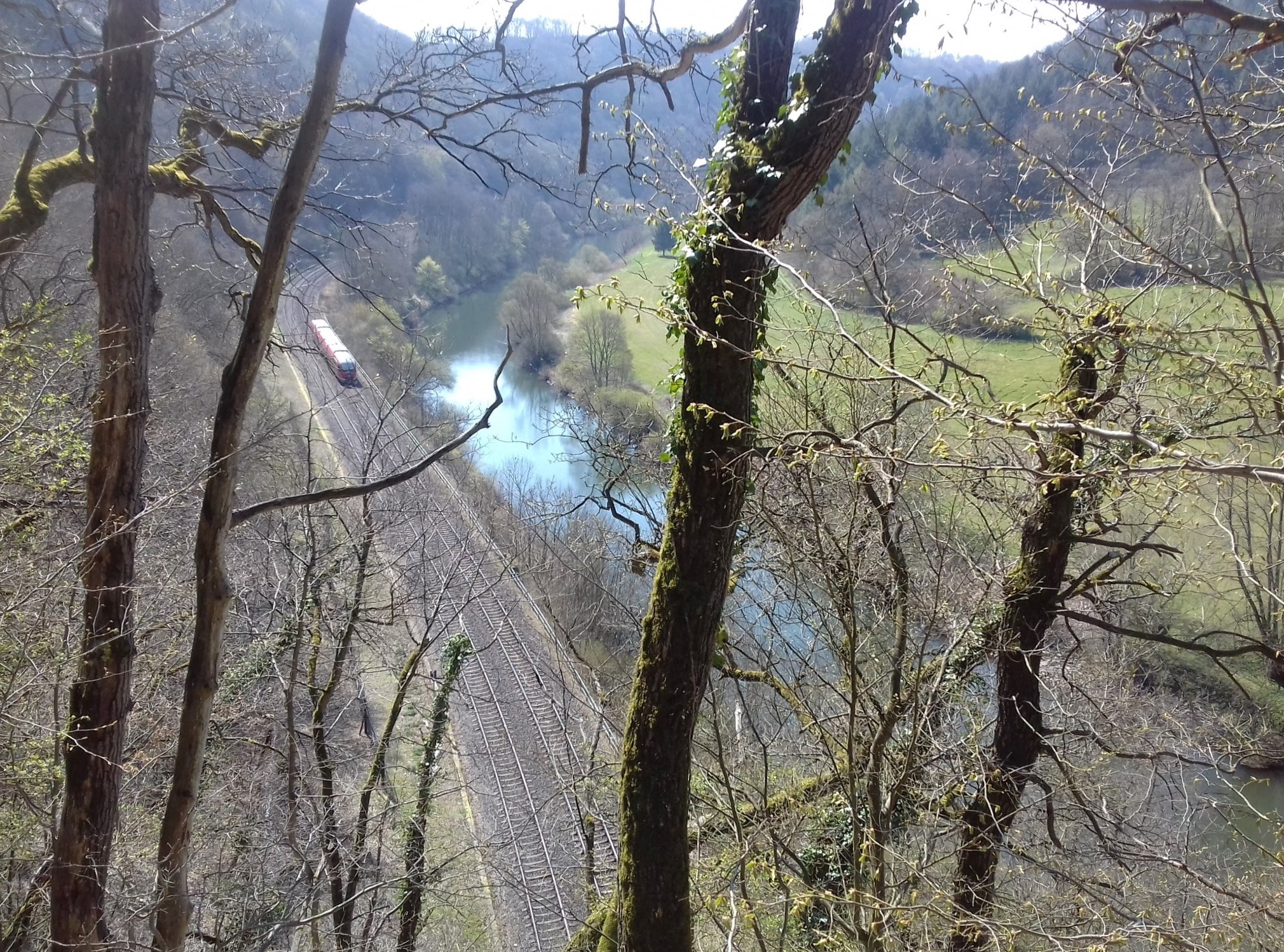
Lahntalbahn unterhalb des Cramberger Krampens

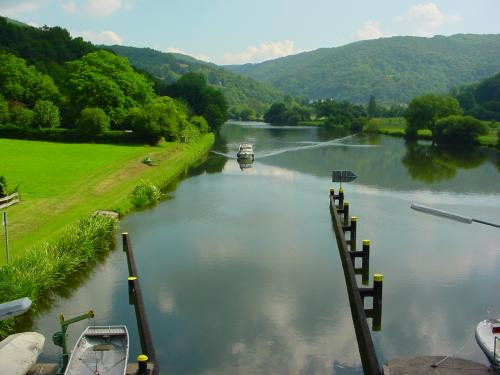
Schleuse Dausenau

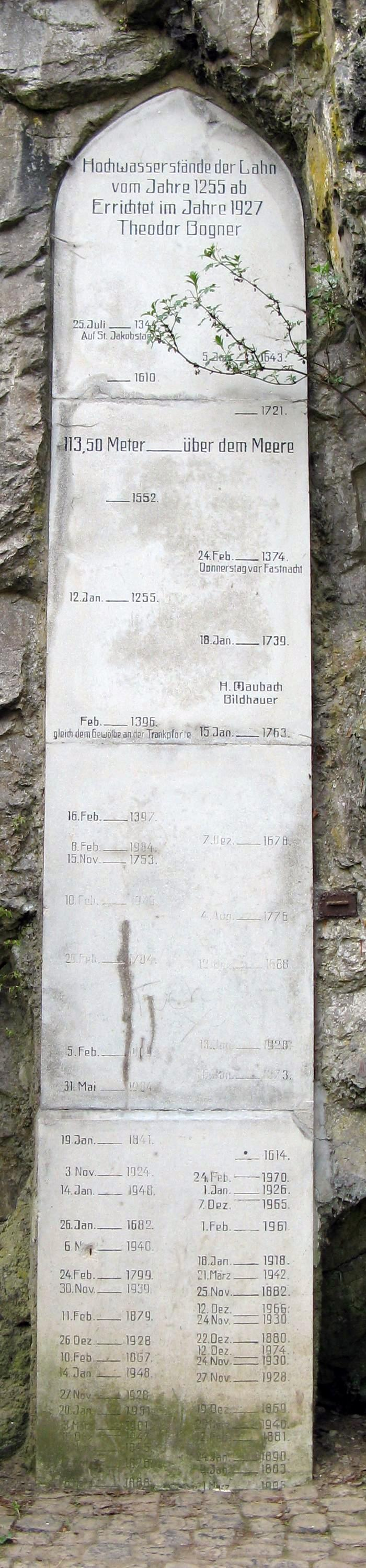
Liste der Hochwasser am Domfelsen Limburg

Die Lahn ist ein 245,6 km langer, rechter und östlicher Nebenfluss des Rheins in Deutschland. Sie fließt durch Nordrhein-Westfalen (23,0 km ab der Quelle), Hessen (165,6 km) und Rheinland-Pfalz (57,0 km bis zur Mündung). Ihre mittlere Wasserführung beträgt an der Mündung rund 52 m³/s. Außerdem ist die Lahn an der tiefsten Stelle 4,5 m tief.
Von den Nebenflüssen des Rheins liegt sie, gemessen an ihrer Länge, an siebter Stelle.

## Geographie

### Verlauf

#### Lahnquelle (Lahnkopf)
Die Lahn entspringt im südöstlichen Nordrhein-Westfalen an der Grenze zu Hessen im südöstlichen Rothaargebirge auf dem Haupt-Höhenzug des Naturraums Ederkopf-Lahnkopf-Rücken (333.01), auf dem die Rhein-Weser-Wasserscheide auf die Rheinsystem-interne Wasserscheide von Lahn und Sieg trifft. Die im östlichen Siegerland gelegene Lahnquelle, der Lahntopf, befindet sich auf etwa 603 m ü. NHN südwestlich des 624,9 m hohen Lahnkopfs bei Lahnhof, einem Ortsteil von Nenkersdorf, das wiederum ein Stadtteil von Netphen ist. Direkt am Lahnursprung vorbei führen Abschnitte des Rothaarsteigs und der Eisenstraße.
In der näheren Umgebung entspringen unter anderem auch die Eder (5,5 km nordwestlich der Lahnquelle) und die Sieg (3 km nördlich derselben). Während die Sieg den kürzesten Weg zum Rhein (Richtung Westen) nimmt, verläuft die Lahn zunächst für viele Kilometer parallel in weniger als 10 km Abstand zur ebenfalls im gleichen Quellgebiet entspringenden Eder in die entgegengesetzte Richtung.

#### Oberlauf bis Bad Laasphe
Zunächst fließt die Lahn in nordöstlicher Richtung durch das Rothaargebirge und dessen südöstliche Ausläufer. Nachdem sie linksseitig die Ilm aufgenommen hat, erreicht sie nach einiger Zeit den zu Volkholz gehörenden Ortsteil und Weiler Glashütte und etwas weiter bachabwärts den Kernort von Volkholz, wo sie den von links kommenden Ahbach aufnimmt. Von dort fließt die Lahn Richtung Feudingen. Etwa ab diesem Bad Laaspher Ortsteil wendet sie sich vorwiegend nach Osten.

#### Oberes Lahntal und Wetschaft-Senke
Der Lahnabschnitt ab der Stadt Bad Laasphe wird naturräumlich als Oberes Lahntal bezeichnet. Fortan bildet das Tal der Lahn die Nahtstelle zwischen Rothaargebirge (Norden = links) und Gladenbacher Bergland (Süden); das Lahntal wird naturräumlich dem zweitgenannten Gebirge zugerechnet.
Zwischen Niederlaasphe und Wallau wird die Landesgrenze von Nordrhein-Westfalen nach Hessen überquert. Die Lahn fließt weiterhin über einige Ortsteile Biedenkopfs (nebst Kernstadt), Dautphetals und schließlich Lahntals in östliche Richtung. Dabei münden in sie von rechts in Wallau die Perf und in Dautphetal-Friedensdorf die Dautphe, die über ein ausladendes Nebental nach Süden verfügt.
Kurz nach dem Ortsteil Caldern enden sowohl mit dem Wollenberg die Höhenzüge des Rothaargebirges im Norden als auch mit dem Hungert die des Gladenbacher Berglandes im Süden. Die Lahn verlässt für eine längere Strecke das Rheinische Schiefergebirge und erreicht das Westhessische Bergland, wo sie zunächst den äußersten Süden der Wetschaft-Senke, nördlich des sich bald anschließenden Marburger Rückens, durchfließt. Vom Burgwald im Norden fließt ihr die Wetschaft zu, unmittelbar bevor die Lahn ihre mittlere Fließrichtung um 90° ändert.

#### Marburg-Gießener Lahntal
Die nunmehr südwärts verlaufende Lahn passiert das Marburg-Gießener Lahntal, wo ihr kurz vor Cölbe mit der vom Vogelsberg kommenden Ohm von links ihr längster Nebenfluss zufließt.
Der Fluss durchbricht eine Buntsandstein-Tafel (Marburger Rücken im Westen und Lahnberge im Osten), die ihr Tal im gesamten Gebiet der Stadt Marburg und ihrer Ortsteile begrenzen. Nach dem Abflachen des Marburger Rückens bei Niederweimar fließt ihr von rechts die Allna zu, einige Kilometer weiter enden mit der von links zufließenden Zwester Ohm auch die Lahnberge. Rechts des Tales begleitet fortan wieder das Gladenbacher Bergland den Fluss (u. a. Zufluss der Salzböde), links erhebt sich das Lumda-Plateau, von wo ihr bei Lollar der namensgebende Fluss Lumda zufließt. Allmählich weitet sich das Tal zum Gießener Becken.
In Gießen ändert die Lahn nach dem Zufließen der Wieseck von links erneut deutlich ihre Fließrichtung von Süden nach Westen. Seine volle Breite behält das Gießener Becken bis etwa Atzbach, einem Ortsteil von Lahnau, wo sich das Tal etwas verengt. Rund um den Zentralteil des Beckens ragen der Gleiberg, der Vetzberg, der Dünsberg und der Schiffenberg heraus.
Von den 1960er Jahren bis in die 1980er Jahre fand am Dutenhofener See umfangreicher Kiesabbau statt. Das Gebiet zwischen Heuchelheim, Lahnau und dem Wetzlarer Stadtteil Dutenhofen sollte komplett ausgekiest werden und ein olympiataugliches Wassersportzentrum mit Ruderregattastrecke entstehen. Zum Teil wurde dies realisiert, die Heuchelheimer Seen und der Dutenhofener See sind heute begehrte Freizeitziele über die Region hinaus. Naturschutzverbände haben jedoch die weitere Auskiesung verhindert, und so ist das Gebiet heute eines der größten Naturschutzgebiete in Hessen.
In Höhe der Altstadt von Wetzlar und nahe am Altstadtufer bildet der Fluss die Lahninsel aus und wird von der im 13. Jahrhundert erbauten Alten Lahnbrücke gequert. Wenige Hundert Meter flussabwärts nimmt die Lahn ihren zweitlängsten Zufluss, die Dill (ca. 55 km lang) auf. An dieser Stelle bei Wetzlar trennen die Täler von Lahn und Dill drei Teile des Rheinischen Schiefergebirges voneinander: Taunus (Süd), Westerwald (Nordwest) und das Gladenbacher Bergland (Naturpark Lahn-Dill-Bergland).

#### Weilburger Lahntalgebiet
Hinter Wetzlar verengt sich das Tal der Lahn allmählich und geht bei Leun in das Weilburger Lahntalgebiet über. Ab hier wird das Tal der Lahn auch mit einer naturräumlichen Haupteinheitengruppe (Gießen-Koblenzer Lahntal) geführt und wieder zum Rheinischen Schiefergebirge gezählt.
Im oberen Bereich des Weilburger Lahntalgebietes (Löhnberger Becken) treten Mineralquellen, z. B. die berühmte Selters Mineralquelle zutage, im unteren Bereich wendet sich der Fluss erneut nach Süden und ist cañonartig in die flachwellige Trogfläche eingetieft. Die Stadt Weilburg wird in einer markanten Flussschleife umflossen, wobei der in Deutschland einmalige Weilburger Schifffahrtstunnel den Schlingenhals durchsticht. Etwas unterhalb mündet die vom Hochtaunus her kommende Weil in die Lahn.

#### Limburger Becken
Bei Aumenau kehrt sich der Verlauf der Lahn wieder nach Westen und sie passiert das fruchtbare Limburger Becken, in dessen Sohle sich der Fluss etwa 50 m tief eingeschnitten hat und wo zwei Zuflüsse die Lahn ergänzen: der Emsbach aus dem Taunus und der Elbbach aus dem Westerwald kommend. Hier tritt oft devonischer Massenkalk (Lahnmarmor) als Fels hervor, so auch in Limburg an der Lahn, wo ein solcher Kalkfels vom Limburger Dom gekrönt wird. Auch treten hier wieder größere Talweitungen auf. Unmittelbar unterhalb von Limburg erreicht die Lahn Rheinland-Pfalz.

#### Unteres Lahntal
Hinter Diez, wo der Fluss von Süden her die Aar aufnimmt, verlässt er bei Fachingen das Becken und ist im nun folgenden Unteren Lahntal bis über 200 m tief in das Schiefergebirge eingeschnitten.
Bei Obernhof, gegenüber von Kloster Arnstein, mündet der Gelbach in die Lahn und bei Nassau der Mühlbach. In Bad Ems liegt die bedeutendste Lahninsel, die Silberau, mit dem Kreishaus des Rhein-Lahn-Kreises. Wenig lahnabwärts folgt die zweite große Insel, die Oberau. Wie schon Fachingen, verfügt auch Bad Ems über Mineralquellen (Emser Salz). Begleitet von der Bundesstraße 260, der Bäderstraße, bildet der Fluss im Lahnbogen kurz vor Lahnstein die dritte große Insel (Auf der Lahn), auf dem ein Campingplatz liegt, um danach die Burg Lahneck zu passieren.

#### Mündung
Schließlich mündet die Lahn bei Lahnstein auf etwa 69 m Höhe in den Rhein; rheinabwärts liegt etwa fünf Kilometer weiter nördlich Koblenz mit der Mosel-Mündung. Direkt südlich ihrer Mündung liegt die langgestreckte Hafenpromenade des Lahnsteiner Binnenhafens, nahe deren nördlichster Stelle eine 69,7 m hohe Stelle liegt.

### Flusskilometrierung
Am Dutenhofener See an der ehemaligen preußisch-hessischen Landesgrenze liegt der Kilometer 0 der Lahn. Flussaufwärts setzt sich die Kilometrierung im negativen Bereich fort. Ab Lollar (negativer Lahn-km −11,075) bis Wetzlar (Lahn-km 12,220) ist die Lahn eine sonstige Binnenwasserstraße des Bundes, da sie hier nicht dem allgemeinen Verkehr dient. Ab Wetzlar bis zur Mündung ist die Lahn Bundeswasserstraße und die Flusskilometrierung liegt flussabwärts im positiven Bereich.

### Einzugsgebiet der Lahn
| Großlandschaft          | Naturraum * = entwässert nur z. T. über die Lahn (ggf. >70 % bzw. <30 %) | Höchste Erhebung im Einzugsgebiet * = auf der Wasserscheide | Höhe über NHN | Flüsse im Flusssystem Lahn                                    |
| ----------------------- | ------------------------------------------------------------------------ | ----------------------------------------------------------- | ------------- | ------------------------------------------------------------- |
| Taunus                  | Feldberg-Taunuskamm*                                                     | Großer Feldberg*                                            | 881,5         | Weil, Emsbach                                                 |
| Taunus                  | Wiesbadener Taunuskamm*                                                  | Hohe Wurzel*                                                | 617,9         | Aar, Wörsbach                                                 |
| Taunus                  | Westlicher Aartaunus/Zorner Hochfläche                                   | Mappershainer Kopf*                                         | 548,0         | Dörsbach, Mühlbach                                            |
| Taunus                  | Bodenroder Kuppen*                                                       | Hesselberg*                                                 | 518,0         | Kleebach, Solmsbach                                           |
| Taunus                  | Weilburger Hintertaunus                                                  | im Heiligenwald                                             | 415,8         | Iserbach                                                      |
| Taunus                  | (zentraler) Wetzlarer Hintertaunus                                       | Köhlerberg                                                  | 424,7         | Wetzbach                                                      |
| Rothaargebirge          | Ederkopf-Lahnkopf-Rücken*                                                | Kompass                                                     | 694,1         | Lahn, Ilse, Banfe                                             |
| Rothaargebirge          | Wittgensteiner Bergland* (>80 %)                                         | Ebschloh*                                                   | 686,3         | Feudinge, Laasphe                                             |
| Rothaargebirge          | Sackpfeife*                                                              | Sackpfeife*                                                 | 673,3         | Treisbach (Wetschaft)                                         |
| Dilltal                 | Haincher Höhe*                                                           | Nordhöll                                                    | 641,1         | Dill, Dietzhölze (Dill)                                       |
| Westerwald              | Oberwesterwald*                                                          | Beulstein                                                   | 483,1         | Gelbach, Aubach (Dill)                                        |
| Westerwald              | Niederwesterwald*                                                        | Montabaurer Höhe*                                           | 545,2         | Emsbach, rechte Gelbach-Zuflüsse                              |
| Westerwald              | Hoher Westerwald*                                                        | Fuchskaute*                                                 | 657,3         | Elbbach, Ulmbach, Rehbach (Dill), Kallenbach, Kerkerbach,     |
| Gladenbacher Bergland   | Bottenhorner Hochflächen                                                 | Angelburg                                                   | 609,4         | Perf, Salzböde, Allna, Dautphe, Schelde (Dill)                |
| Gladenbacher Bergland   | Damshäuser Kuppen                                                        | Rimberg                                                     | 497,1         | Ohe (Allna)                                                   |
| Gladenbacher Bergland   | Krofdorf-Königsberger Forst                                              | Dünsberg                                                    | 497,7         | Bieber, Aar (Dill)                                            |
| Westhessisches Bergland | Kellerwald* (<20 %)                                                      | Hohes Lohr*                                                 | 656,7         | Wohra (Ohm)                                                   |
| Westhessisches Bergland | Burgwald* (>80 %)                                                        | Knebelsrod*                                                 | 443,1         | Wetschaft, Rotes Wasser (Ohm), rechte Wohra (Ohm)-Nebenflüsse |
| Westhessisches Bergland | Gilserberger Höhen*                                                      | Kalte Hainbuche*                                            | 432,6         | linke Wohra (Ohm)-Nebenflüsse                                 |
| Westhessisches Bergland | Lumda-Plateau                                                            | Mardorfer Kuppe                                             | 406,8         | Lumda, Wieseck, Zwester Ohm                                   |
| Westhessisches Bergland | Nördliches Vogelsberg-Vorland*                                           | Dachsberg*                                                  | 388,0         | Klein (Ohm)                                                   |
| Osthessisches Bergland  | Vogelsberg* (ca. 20 %)                                                   | Sieben Ahorn*                                               | 752,7         | Ohm, Felda (Ohm)                                              |

### Nebenflüsse der Lahn
Die beiden mit Abstand wichtigsten und von Einzugsgebiet und Abfluss her größten Zuflüsse der Lahn sind die Ohm aus dem Vogelsberg von links und die Dill, als wasserreichster Nebenfluss, aus einem Südwestausläufer des Rothaargebirges (Haincher Höhe) von rechts.
Bemerkenswert ist dabei nicht nur die Tatsache, dass die Lahn über ihren Nebenfluss Ohm 1 km länger ist als über ihre eigene Quelle, sondern auch, dass das Einzugsgebiet der Ohm (984 km²) deutlich größer ist als das der Lahn vor der Ohm-Mündung (652 km² bzw. gar nur 452 km² vor dem Zufluss der Wetschaft gut zwei Kilometer oberhalb). Indes ist die Abflussmenge (MQ) der Oberen Lahn mit 8827 l/s gegenüber 7950 l/s größer als die der Ohm.
Nach Verlassen des Quellbereiches im Rothaargebirge kommen bis Gießen alle linken Nebenflüsse ansonsten aus weniger montanen Teilen des Westhessischen Berglandes, nach der Wendung in Richtung Westen bzw. Südwesten bei Gießen kommen alle längeren linken Nebenflüsse aus dem Hochtaunus.
Die rechten Nebenflüsse außerhalb des Quellbereiches kommen demgegenüber bis zur Dill-Mündung bei Wetzlar aus dem Gladenbacher Bergland, flussabwärts dann vom (Hohen) Westerwald. Südlich der Lahn bildet der Hohe Taunus eine markante Wasserscheide. Demgegenüber verfügt der Westerwald über keine markante Wasserscheide, so dass die Wasserläufe fast zufallsartig ihre Richtung erhalten.
Da der Höhenschwerpunkt des Westerwaldes unweit der Sieg liegt und vor allem der des Taunus dem Main sehr nah, werden beide Mittelgebirge zu je deutlich mehr als der Hälfte von der Lahn entwässert. Besonders die linken Zuflüsse aus dem Taunus fallen durch eine starke Süd-Nord-Ausrichtung auf. Der Fluss Emsbach verläuft dabei genau über die Idsteiner Senke, die den (Hinter-)Taunus in zwei Teile teilt, während die Aar namensgebend für den (Westlichen und Östlichen) Aartaunus ist.

#### Die 12 längsten Zuflüsse
| Die 12 längsten Zuflüsse der Lahn                         | Die 12 längsten Zuflüsse der Lahn | Die 12 längsten Zuflüsse der Lahn | Die 12 längsten Zuflüsse der Lahn | Die 12 längsten Zuflüsse der Lahn |
| --------------------------------------------------------- | --------------------------------- | --------------------------------- | --------------------------------- | --------------------------------- |
|                                                           |                                   |                                   |                                   |                                   |
| Ohm                                                       | Ohm                               |                                   | 59,7 km                           | 59,7 km                           |
| Dill                                                      | Dill                              |                                   | 55,0 km                           | 55,0 km                           |
| Aar                                                       | Aar                               |                                   | 49,7 km                           | 49,7 km                           |
| Weil                                                      | Weil                              |                                   | 46,6 km                           | 46,6 km                           |
| Elbbach                                                   | Elbbach                           |                                   | 40,7 km                           | 40,7 km                           |
| Gelbach                                                   | Gelbach                           |                                   | 39,7 km                           | 39,7 km                           |
| Emsbach                                                   | Emsbach                           |                                   | 39,1 km                           | 39,1 km                           |
| Mühlbach                                                  | Mühlbach                          |                                   | 32,1 km                           | 32,1 km                           |
| Dörsbach                                                  | Dörsbach                          |                                   | 32,0 km                           | 32,0 km                           |
| Lumda                                                     | Lumda                             |                                   | 30,0 km                           | 30,0 km                           |
| Wetschaft                                                 | Wetschaft                         |                                   | 29,0 km                           | 29,0 km                           |
| Salzböde                                                  | Salzböde                          |                                   | 27,6 km                           | 27,6 km                           |
| – dunkelblau: linke Zuflüsse, hellblau: rechte Zuflüsse – |                                   |                                   |                                   |                                   |

#### Die 12 größten Zuflüsse nach Einzugsgebiet
| Die 12 größten Zuflüsse der Lahn nach Einzugsgebiet       | Die 12 größten Zuflüsse der Lahn nach Einzugsgebiet | Die 12 größten Zuflüsse der Lahn nach Einzugsgebiet | Die 12 größten Zuflüsse der Lahn nach Einzugsgebiet | Die 12 größten Zuflüsse der Lahn nach Einzugsgebiet |
| --------------------------------------------------------- | --------------------------------------------------- | --------------------------------------------------- | --------------------------------------------------- | --------------------------------------------------- |
|                                                           |                                                     |                                                     |                                                     |                                                     |
| Ohm                                                       | Ohm                                                 |                                                     | 984 km²                                             | 984 km²                                             |
| Dill                                                      | Dill                                                |                                                     | 718 km²                                             | 718 km²                                             |
| Elbbach                                                   | Elbbach                                             |                                                     | 324 km²                                             | 324 km²                                             |
| Emsbach                                                   | Emsbach                                             |                                                     | 322 km²                                             | 322 km²                                             |
| Aar                                                       | Aar                                                 |                                                     | 313 km²                                             | 313 km²                                             |
| Weil                                                      | Weil                                                |                                                     | 248 km²                                             | 248 km²                                             |
| Gelbach                                                   | Gelbach                                             |                                                     | 221 km²                                             | 221 km²                                             |
| Wetschaft                                                 | Wetschaft                                           |                                                     | 196 km²                                             | 196 km²                                             |
| Mühlbach                                                  | Mühlbach                                            |                                                     | 172 km²                                             | 172 km²                                             |
| Kleebach                                                  | Kleebach                                            |                                                     | 165 km²                                             | 165 km²                                             |
| Salzböde                                                  | Salzböde                                            |                                                     | 138 km²                                             | 138 km²                                             |
| Lumda                                                     | Lumda                                               |                                                     | 132 km²                                             | 132 km²                                             |
| – dunkelblau: linke Zuflüsse, hellblau: rechte Zuflüsse – |                                                     |                                                     |                                                     |                                                     |

#### Tabelle der wichtigsten Nebenflüsse der Lahn
Nachfolgend sind alle Zuflüsse der Lahn mit einem Einzugsgebiet von mindestens 29 km², bei Flüssen aus dem Rothaargebirge ab 10 km² aufgeführt.
(Zur besseren Übersicht bzw. zur Sortierung flussabwärts sind in die DGKZ-Ziffern nach der 258 – Lahn – Bindestriche eingefügt!)
| Name        | Lage   | Länge [km] | Einzugs- gebiet [km²] | Abfluss (MQ) [l/s] | Mq [l/s·km²] | Mündung nach [Lahn-km] | auf [m. ü. NHN] | in (Kreis)             | Lahnabschnitt (Mündung) Naturraum | DGKZ     |
| ----------- | ------ | ---------- | --------------------- | ------------------ | ------------ | ---------------------- | --------------- | ---------------------- | --------------------------------- | -------- |
| Feudinge    | links  | 6,3        | 21,2                  |                    |              | 9,8                    | 388             | Feudingen (SI)         | I – Rothaargebirge                | 258-112  |
| Ilse        | rechts | 8,4        | 11,8                  |                    |              | 10,5                   | 382             | Feudingen (SI)         | I – Rothaargebirge                | 258-114  |
| Banfe       | rechts | 11,5       | 38,9                  |                    |              | 18,5                   | 326             | Bad Laasphe (SI)       | II – Oberes Lahntal               | 258-12   |
| Laasphe     | links  | 8,3        | 19,6                  |                    |              | 19,4                   | 324             | Bad Laasphe (SI)       | II – Oberes Lahntal               | 258-132  |
| Perf        | rechts | 20,0       | 113,1                 | 1776,1             | 15,7         | 24,7                   | 285             | Wallau (MR)            | II – Oberes Lahntal               | 258-14   |
| Dautphe     | rechts | 8,8        | 41,8                  | 533,4              | 12,8         | 37,5                   | 245             | Friedensdorf (MR)      | II – Oberes Lahntal               | 258-16   |
| Wetschaft   | links  | 29,0       | 196,2                 | 1701,6             | 8,7          | 56,3                   | 192             | unterh. Göttingen (MR) | III – Wetschaft-Senke             | 258-18   |
| Ohm         | links  | 59,7       | 983,8                 | 7949,8             | 8,1          | 58,7                   | 188             | oberh. Cölbe (MR)      | IV – Marburger Lahntalsenke       | 258-2    |
| Allna       | rechts | 19,1       | 92,0                  | 665,3              | 7,2          | 77,1                   | 172             | Argenstein (MR)        | IV – Marburger Lahntalsenke       | 258-32   |
| Zwester Ohm | links  | 20,0       | 69,5                  | 405,2              | 5,8          | 84,0                   | 165             | Sichertshausen (MR)    | IV – Marburger Lahntalsenke       | 258-334  |
| Salzböde    | rechts | 27,6       | 137,8                 | 1322,4             | 9,6          | 87,4                   | 164             | Odenhausen (GI)        | IV – Marburger Lahntalsenke       | 258-34   |
| Lumda       | links  | 30,0       | 131,5                 | 950,4              | 7,2          | 93,6                   | 160             | Lollar (GI)            | V – Gießener Lahntalsenke         | 258-36   |
| Wieseck     | links  | 24,3       | 119,6                 | 663,5              | 5,5          | 102,2                  | 155             | Gießen (GI)            | V – Gießener Lahntalsenke         | 258-38   |
| Bieber      | rechts | 13,6       | 34,7                  | 217,1              | 6,3          | 105,1                  | 151             | Heuchelheim (GI)       | V – Gießener Lahntalsenke         | 258-394  |
| Kleebach    | links  | 26,9       | 164,6                 | 815,9              | 5,0          | 106,2                  | 150             | nördl. Allendorf (GI)  | V – Gießener Lahntalsenke         | 258-396  |
| Wetzbach    | links  | 11,7       | 32,9                  | 261,7              | 8,0          | 119,6                  | 147             | Wetzlar (LDK)          | V – Gießener Lahntalsenke         | 258-3996 |
| Dill        | rechts | 55,0       | 717,7                 | 9513,9             | 13,3         | 120,4                  | 147             | Wetzlar (LDK)          | V – Gießener Lahntalsenke         | 258-4    |
| Solmsbach   | links  | 24,6       | 112,5                 | 839,5              | 7,5          | 128,1                  | 141             | Burgsolms (LDK)        | V – Gießener Lahntalsenke         | 258-52   |
| Iserbach    | links  | 19,2       | 31,2                  | 264,8              | 8,5          | 131,4                  | 139             | Leun (LDK)             | VI – Weilburger Lahntal           | 258-54   |
| Ulmbach     | rechts | 22,9       | 60,9                  | 740,5              | 12,2         | 138,2                  | 135             | Biskirchen (LDK)       | VI – Weilburger Lahntal           | 258-56   |
| Kallenbach  | rechts | 14,6       | 84,7                  | 942,3              | 11,1         | 141,3                  | 132             | Löhnberg (LM)          | VI – Weilburger Lahntal           | 258-58   |
| Weil        | links  | 46,6       | 247,9                 | 2317,3             | 9,3          | 149,4                  | 130             | unterh. Weilburg (LM)  | VI – Weilburger Lahntal           | 258-6    |
| Kerkerbach  | rechts | 20,7       | 70,2                  | 564,0              | 8,0          | 176,0                  | 112             | unterh. Runkel (LM)    | VII – Limburger Lahntal           | 258-72   |
| Emsbach     | links  | 39,1       | 321,8                 | 1805,2             | 5,6          | 181,0                  | 110             | oberhalb Limburg (LM)  | VII – Limburger Lahntal           | 258-74   |
| Elbbach     | rechts | 40,7       | 323,7                 | 3996,4             | 12,3         | 185,4                  | 109             | Limburg (LM)           | VII – Limburger Lahntal           | 258-76   |
| Aar         | links  | 49,7       | 312,6                 | 1710               | 7,1          |                        | 103             | Diez (EMS)             | VII – Limburger Lahntal           | 258-8    |
| Dörsbach    | links  | 32,0       | 114,0                 | 805                | 7,1          |                        | 94              | Obernhof (EMS)         | VIII – Unteres Lahntal            | 258-92   |
| Gelbach     | rechts | 39,7       | 221,2                 | 2380               | 11,0         |                        | 93              | unterh. Obernhof (EMS) | VIII – Unteres Lahntal            | 258-94   |
| Mühlbach    | links  | 32,1       | 171,9                 | 957                | 6,6          |                        | 82              | Nassau (EMS)           | VIII – Unteres Lahntal            | 258-96   |
| Emsbach     | rechts | 11,5       | 29,4                  |                    |              |                        | 75              | Bad Ems (EMS)          | VIII – Unteres Lahntal            | 258-98   |

1. ↑  Der Messwert für den Abfluss (MQ) der Aar bezieht sich auf die Messstelle Zollhaus – 239,2 km²; 12,12 km oberhalb der Mündung.
2. ↑  Der Messwert für den Abfluss (MQ) des Dörsbachs bezieht sich auf die Messstelle Kloster Arnstein – 113,2 km²; 1,5 km oberhalb der Mündung.
3. ↑  Der Messwert für den Abfluss (MQ) des Gelbachs bezieht sich auf die Messstelle Weinähr – 214,6 km²; 3,5 km oberhalb der Mündung.
4. ↑  Der Messwert für den Abfluss (MQ) des Mühlbachs bezieht sich auf die Messstelle Schulmühle – 145,8 km²; 9 km oberhalb der Mündung.

### Städte und Gemeinden entlang des Flusses
| Kreis Siegen-Wittgenstein, (NRW) - Netphen - Bad Laasphe Landkreis Marburg-Biedenkopf, (HE) - Biedenkopf - Dautphetal - Lahntal - Cölbe - Marburg - Weimar (Lahn) - Fronhausen | Landkreis Gießen - Lollar - Wettenberg - Gießen - Heuchelheim (Hessen) Lahn-Dill-Kreis - Lahnau - Wetzlar - Solms - Leun | Landkreis Limburg-Weilburg - Löhnberg - Weilburg - Weinbach - Villmar - Runkel - Limburg an der Lahn Rhein-Lahn-Kreis, (RLP) - Diez - Nassau - Bad Ems - Lahnstein |

## Natur und Umwelt

### Fauna und Flora
1999 wurde die Lahn in die biologische Güteklasse II und in die chemische Güteklasse I eingeordnet. Insgesamt gilt sie als naturnah. Die Fischwanderungen wie die des Lachses werden durch die Staustufen gehindert; durch den Einbau von Fischtreppen versucht man, die Wiedereinbürgerung ehemals heimischer Fische zu erleichtern. 2007 wurde zusammen mit der Fischtreppe beim Klinkel’schen Wehr in Gießen das Lahnfenster als hessisches Gewässer-Informationszentrum eingerichtet und nach einer Erweiterung 2014 wieder eröffnet. Nach der Einstellung des Kiesabbaus Mitte der 1990er Jahre entwickelt sich seither zwischen Lahnau, Heuchelheim und Wetzlar-Dutenhofen im mittleren Lahntal eines der größten Naturschutzgebiete in Hessen, es wird auch Naturschutzgebiet Lahnaue genannt.
Seit 2020 befreien der Verein Lahntaucher und weitere Ehrenamtliche den Fluss durch Apnoetauchen von Unrat."

### Gewässergüte
Die Wasserqualität der Lahn im nordrhein-westfälischen Bereich wird als gut bezeichnet; auf hessischer Seite wurden vom VSR-Gewässerschutz e. V. im Dezember 2016 hingegen erhöhte Nitratwerte zwischen Biedenkopf und Lahnstein festgestellt. Der Grenzwert der Wasserrahmenrichtlinie liegt bei 11 mg/l für einen „guten Zustand“. Während in Bad Laasphe 5,7 mg/l gemessen wurden, befindet sich der Wert im wenige Kilometer entfernten Biedenkopf bei 11,6 mg/l. In Wetzlar und Lahnstein liegt er mit 19,7 und 17 mg/l deutlich über den vorgesehenen Grenzwert. Grund dafür sei die landwirtschaftliche Nutzung im hessischen Abschnitt der Lahn. Bakterien seien eine weitere Belastung, welche die Aufbereitung zur Trinkbarkeit einschränke, so der Verein.

### Hochwasser
| Datum             | Pegelstände | Pegelstände    | Weiteres |
| Datum             | Pegel Leun  | Pegel Kalkofen | Weiteres |
| ----------------- | ----------- | -------------- | -------- |
| 7. Februar 1984   | 647 cm      | 873 cm         |          |
| 9. Februar 1946   | 640 cm      | 900 cm         |          |
| 13. Januar 1920   | 628 cm      | 839 cm         |          |
| 21. Dezember 1880 | 623 cm      |                |          |
| 31. Mai 1984      | 620 cm      |                |          |
| 7. Dezember 1965  | 620 cm      |                |          |
| 25. November 1882 | 614 cm      | 782 cm         |          |
| 3. Januar 2003    | 613 cm      | 760 cm         |          |
| 1. Januar 1926    | 609 cm      | 764 cm         |          |
| 6. März 1880      | 609 cm      |                |          |
| 5. Januar 2018    |             | 644 cm         |          |
| 5. Januar 2024    |             | 637 cm         |          |

(Pegelhöchststände in fett)

## Wirtschaft

### Schifffahrt

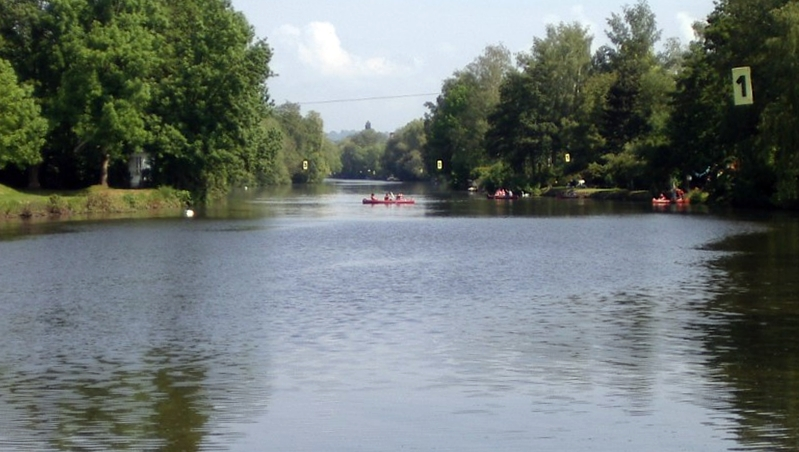
Wassersportler auf der Lahn in Gießen

| \| \| Lahnstolz PS, Lukullus Maritim \| zum Rhein \| zum Rhein \| \| \| \| Bad Ems \| \| \| \| Lukullus Maritim, Weilburg Schifffahrt \| Nassau \| Nassau \| \| \| Lahnstolz PS \| Obernhof \| Obernhof \| \| \| Lahnschifffahrt \| Balduinstein \| Balduinstein \| \| \| \| Fachingen \| \| \| \| \| Diez \| \| \| \| Lahnschifffahrt \| Limburg \| Limburg \| \| \| Weilburg Schifffahrt \| Weilburg \| Weilburg \| |                                        |              |              |
| Strecke · Strecke | Lahnstolz PS, Lukullus Maritim         | zum Rhein    | zum Rhein    |
| Haltepunkt / Haltestelle · Haltepunkt / Haltestelle |                                        | Bad Ems      | Bad Ems      |
| Haltepunkt / Haltestelle · Haltepunkt / Haltestelle Streckenende · Haltepunkt / Haltestelle Streckenanfang | Lukullus Maritim, Weilburg Schifffahrt | Nassau       | Nassau       |
| Haltepunkt / Haltestelle Streckenende · Strecke | Lahnstolz PS                           | Obernhof     | Obernhof     |
| Haltepunkt / Haltestelle Streckenanfang · Strecke | Lahnschifffahrt                        | Balduinstein | Balduinstein |
| Haltepunkt / Haltestelle · Strecke |                                        | Fachingen    | Fachingen    |
| Haltepunkt / Haltestelle · Haltepunkt / Haltestelle |                                        | Diez         | Diez         |
| Haltepunkt / Haltestelle Streckenende · Strecke | Lahnschifffahrt                        | Limburg      | Limburg      |
| Haltepunkt / Haltestelle Streckenende | Weilburg Schifffahrt                   | Weilburg     | Weilburg     |

Die Lahn ist von km −10,71 oberhalb Gießens bis km 12,22 bei Wetzlar eine sogenannte sonstige Binnenwasserstraße des Bundes. Von dort bis zur Mündung in den Rhein (km 137,3) ist sie als nicht klassifizierte Bundeswasserstraße ausgewiesen. In diesen Bereichen unterliegt sie der Wasser- und Schifffahrtsverwaltung des Bundes; zuständig ist das Wasser- und Schifffahrtsamt Koblenz. Wie bei den meisten Bundeswasserstraßen läuft die Kilometrierung in Fließrichtung und beginnt 4 Kilometer unterhalb von Gießen an der Einmündung des Kleebachs (▼) bei Heuchelheim an der ehemaligen Grenze zwischen Preußen und dem Großherzogtum Hessen mit km 0 und endet bei km 137,3 mit der Mündung in den Rhein bei km 585,72. Oberhalb des Kleebachs (km 0) werden die Flusskilometer flussaufwärts gezählt und mit einem negativen Vorzeichen versehen.
Ab km 11,08 ist die Lahn mit 24 Staustufen geregelt, überwiegend mit festen, teilweise noch aus dem Mittelalter stammenden Streichwehren für eine Gesamtfallhöhe bis zum Rhein bei Mittelwasser von 81,31 m. An 22 Stufen (ohne Gießen und Wetzlar) befinden sich Schiffsschleusen (in der Mehrzahl 34,00 x 5,34 m), davon 16 in eigenen Schleusenkanälen neben dem Fluss. 18 Laufwasserkraftwerke nutzen die Lahn zur Stromerzeugung.
Genutzt wird die Wasserstraße nahezu ausschließlich touristisch durch kleinere Motoryachten sowie Paddel- und Ruderboote. Der Fluss ist von der Mündung aufwärts bis oberhalb von Dehrn (km 70, bis zu den Stromschnellen vor Steeden) mit von Personal bedienten Schleusen auch von größeren Schiffen (180 t) durchgängig befahrbar. Vorgesehen ist eine halbautomatisierte Selbstbedienung der Schleusen mit Fernüberwachung. Die Fahrrinnentiefe beträgt 1,60 m bis auf vom Wasser- und Schifffahrtsamt bekanntgegebene Fehltiefen. Maßgeblich für die Schifffahrt sind allein die Pegel Kalkofen (Normalwasserstand 1,80 m) und Leun. Ab Steeden aufwärts gibt es Selbstbedienungsschleusen, keine Fahrrinne mehr und immer wieder Untiefen, die eine Passage auch von kleinen Motorbooten erschweren. In Wetzlar versperren zwei Wehre endgültig die durchgehende Schifffahrt flussaufwärts; statt einer Schleuse wird das Umtragen von Booten mittels Rollenanlagen ermöglicht.
Die nicht motorisierten Wasserwanderer dürfen die Lahn auf dem gesamten Flusslauf zwischen Roth (bei Marburg) und der Mündung benutzen.
Schleusen

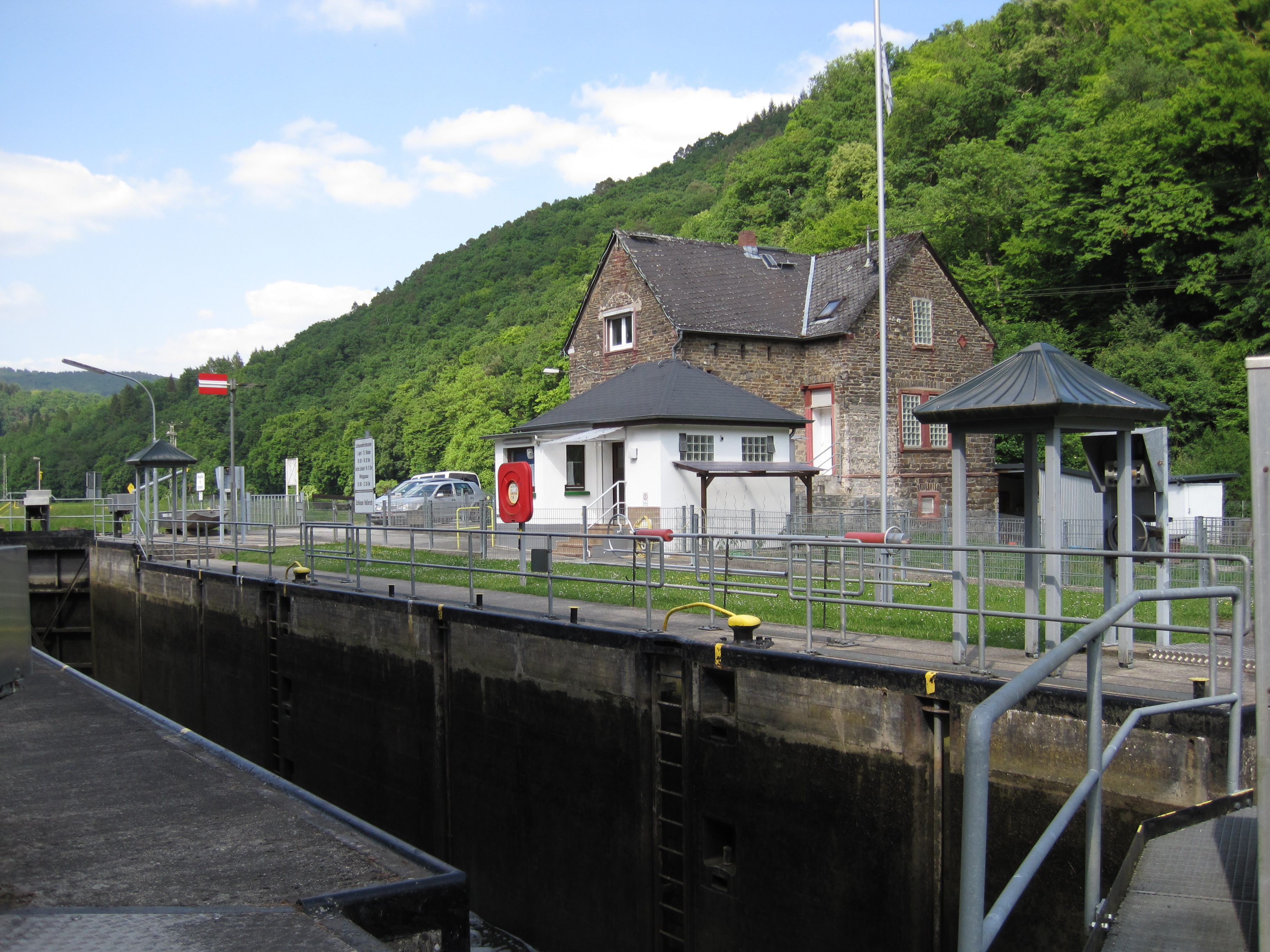
Schleuse Hollerich

Die Lahn wird durch die folgenden, flussabwärts geordneten Schleusen reguliert:
| Schleuse ↓              | Fertigstellung                | Flusskilometer | Fallhöhe / m | Länge / m | Breite / m |
| ----------------------- | ----------------------------- | -------------- | ------------ | --------- | ---------- |
| Schleuse Dorlar         | 1848                          | 004,64         | 1,91         | 34,0      | 5,34       |
| Schleuse Naunheim       | 1848                          | 008,05         | 1,35         | 34,0      | 5,34       |
| Schleuse Altenberg      | 1848                          | 016,49         | 1,92         | 34,0      | 5,34       |
| Schleuse Oberbiel       | 1848                          | 019,26         | 3,15         | 34,0      | 5,34       |
| Schleuse Niederbiel     | 1843                          | 020,2          | 3,15         | 34,0      | 5,34       |
| Schleuse Löhnberg       | 1846                          | 036,26         | 1,92         | 34,0      | 5,34       |
| Schleuse Weilburg       | 1847                          | 041,32         | 4,64         | 34,0      | 5,34       |
| Schleuse Kirschhofen    | 1859                          | 045,5          | 3,54         | 34,0      | 5,34       |
| Schleuse Fürfurt        | 1859                          | 051,2          | 3,03         | 34,0      | 5,34       |
| Schleuse Villmar        | 1845                          | 062,5          | 1,71         | 34,0      | 5,34       |
| Alte Schleuse Runkel    | 1809                          | ca. 65,3       |              |           |            |
| Neue Schleuse Runkel    | 1842                          | 065,3          | 1,24         | 34,0      | 5,70       |
| Alte Schleuse Limburg   | 1839                          | ca. 76,6       |              |           |            |
| Neue Schleuse Limburg   | 1857                          | 076,6          | 3,61         | 34,0      | 5,34       |
| Schleuse Diez           | 1928                          | 083,2          | 3,44         | 34,0      | 6,0        |
| Schleuse Balduinstein   | 1842, außer Betrieb seit 1927 | ca. 92,6       |              |           |            |
| Schleuse Cramberg       | 1928                          | 091,8          | 4,74         | 34,0      | 6,00       |
| Schleuse Scheidt        | 1927                          | 096,8          | 3,82         | 34,0      | 6,00       |
| Schleuse Kalkofen       | 1882                          | 105,8          | 5,51         | 46,0      | 5,80       |
| Schleuse Hollerich      | 1859                          | 113,1          | 5,19         | 34,0      | 5,34       |
| Schleuse Nassau         | 1928                          | 117,6          | 3,80         | 34,0      | 6,00       |
| Schleuse Dausenau       | 1928                          | 122,4          | 4,01         | 34,0      | 6,00       |
| Schleuse Bad Ems        | 1959                          | 126,9          | 2,58         | 47,0      | 5,34       |
| Alte Schleuse Nievern   | 1882                          | 129,3          |              |           |            |
| Neue Schleuse Nievern   | 1964                          | 129,3          | 3,42         | 45,0      | 6,30       |
| Schleuse Ahl            | 1853                          | 133,1          | 2,99         | 34,0      | 5,34       |
| Neue Schleuse Lahnstein | 1940                          | 136            | 6,29         | 42,0      | 6,00       |

Güterverkehr findet auf der Lahn seit 1981 nicht mehr statt.
Bezüglich des Wassertourismus auf der Lahn wurden 2016 gezählt:
- 01.365 Fahrgastschiffe
- 47.584 Sportboote
- Die Zählungen der Schiffe wurden nur an den mit Personal besetzten Schleusen zwischen Lahnstein und Limburg durchgeführt.

### Tourismus

Ausschilderung Lahnradweg

Im Lahntal gibt es neben dem Wassertourismus auf dem Fluss und der Lahn-Ferien-Straße unter anderem den Lahnradweg. Dieser wird von der Oberen Lahntalbahn zwischen Feudingen und Marburg, der Main-Weser-Bahn zwischen Marburg und Gießen sowie ab Gießen und der Lahntalbahn ab Wetzlar bis Lahnstein begleitet.
Für Wanderer gibt es die Lahnhöhenwege beiderseits der Lahn ab Wetzlar Richtung Oberlahnstein. Im Januar 2011 wurde der 2010 eingeweihte neue Lahnwanderweg vom Verband Deutscher Gebirgs- und Wandervereine mit dem Prädikat Qualitätsweg Wanderbares Deutschland ausgezeichnet.
Die erste Teilstrecke eines Jakobsweges, der Lahn-Camino auf der linken Lahnseite, führt vom Wetzlarer Dom nach Lahnstein über Burg Lahneck zur Hospitalkapelle.
Seit Ende der 1980er Jahre wird die Lahn für den nachhaltigen Tourismus genutzt; die vorhandenen Nutzungen werden von den öffentlichen Tourismusorganisationen koordiniert und ausgebaut. Auf der Ebene der Landkreise haben sich zunächst Fremdenverkehrsverbände gebildet, die sich 2002 zum Lahntal Tourismus Verband e. V. zusammengeschlossen haben.
An der oberen Lahn findet in unregelmäßigen Abständen die Großveranstaltung „Lahntal total“ statt, dabei werden Teilbereiche der B 62 und der B 3 im Oberen Lahntal gesperrt, um Radfahrern, Fußgängern und Inlineskatern die Strecke zugänglich zu machen.

### Weinbau
Im mittleren und unteren Lahntal wird in einigen Gemeinden Weinbau (Weinanbau) betrieben. Es bildet eine eigene Großlage im Weinbaugebiet Mittelrhein. Lahnabwärts gesehen gibt es Weinbau in folgenden Orten:
| Ortschaft  | Einzellage      |
| ---------- | --------------- |
| Tiefenbach | Weinberg        |
| Obernhof   | Goetheberg      |
| Weinähr    | Giebelhöll      |
| Nassau     | Schloßberg      |
| Dausenau   | Hasenberg       |
| Bad Ems    | Hasenberg       |
| Fachbach   | Einzellagenfrei |

Seit 1998 wird in Dietkirchen auf einer kleinen Parzelle am Südwesthang des Stiftsfelsens Wein angebaut. Die Ernte liegt zwischen 300 und 400 Kilogramm pro Jahr und wird vor allem zu Messwein verarbeitet.

## Geschichte

### Nutzung und Ausbau

#### Vorgeschichte und Antike
Das Lahngebiet war schon in der Steinzeit besiedelt, wie etwa Funde nahe Diez, in Steeden und in Wetzlar belegen. Neuere Funde in Wetzlar-Dalheim an der westlichen Stadtgrenze zeigen eine rund 7000 Jahre alte Bandkeramik-Siedlung.
Vermutlich kam der Lahn spätestens zur Zeit des Römischen Reichs eine wichtige Rolle als beständiger Handels- und Transportweg zu. Für den Transport auf der Lahn (lat. laugona) ist aufgrund ihres flachen Verlaufs von einer Treidelschifffahrt mit flachen Lastkähnen, den sogenannten Prahmen, auszugehen. In die römische Okkupationsphase um die Zeitenwende kam der Lahn neben der zivilen Bedeutung auch eine militärische zu. Römisches Militär nutzte die Lahn wohl als schnelle Transport- und Nachschubverbindung für ihr Marschläger. Archäologische Funde aus dieser Zeit sind das Römerlager Limburg, das Römerlager Lahnau-Dorlar und das Forum Lahnau-Waldgirmes. Später wurde die Lahn durch den Obergermanischen Limes gekreuzt und wohl zur Versorgung des Kastells Ems benutzt. Durch den Limesfall in den Jahren 259 und 260 n. Chr. verlor die Lahn für die Römer ihre bisherige Bedeutung und sie zogen sich militärisch bis nach Niederlahnstein zurück. Von dort aus kontrollierten sie die Lahn in ihrem Mündungsbereich und unternahmen wohl noch Patrouillenfahrten auf ihr.
Im 1. und 2. Jahrhundert sind die Landoudioer als Bewohner des mittleren und oberen Lahntals belegt. Noch Mitte des 8. Jahrhunderts werden die Bewohner dieser Gegend als Lognai bezeichnet. Während der Völkerwanderung siedelten Alamannen im unteren Lahntal. Sie wurden aber durch die Franken verdrängt.
Um das Jahr 600 herum waren Bezeichnungen wie Laugona, Logana, Logene oder Loyn üblich, die eine große Ähnlichkeit mit den historischen Namensformen des Flusses Leine aufweisen. Der Name wandelte sich im Laufe der Zeit mehrmals, die Bedeutung ist ungewiss. Eine vorgermanische Herkunft ist möglich und gegebenenfalls leitet sich der Name vom indogermanischen *leug- für „biegen“ im Sinne von „die Biegungsreiche, die sich Windende“ ab. Die im 8. Jahrhundert auftauchende Bezeichnung Loganaha (Laugenwasser, Waschwasser), später Loginahe, bezieht sich gemäß Egli auf die trübe Farbe des Flusses Lahn.

#### Mittelalter
Für das 11. Jahrhundert wird der Bau erster Mühlwehre im Fluss in Marburg, Gießen und Wetzlar angenommen. Diese reichten jedoch nicht über die gesamte Flussbreite und ließen Lücken für den Bootsverkehr frei.
Eine im 13. Jahrhundert errichtete Pilgerherberge an der Stelle des heutigen St. Jakobs-Hospitals in Marburg diente vermutlich als Zwischenstation für über die Lahn reisende Pilger nach Santiago de Compostela. Die Lage der um 1250 herum errichteten Burg Stolzenfels bei Koblenz kann als erstes Indiz für eine Zollerfassung nicht nur für den Rhein, sondern auch für die Lahnmündung gewertet werden. Für den Bau der Stadtmauer von Koblenz von 1276 bis 1289 ist der Antransport von Kalk aus dem Raum Diez über die Lahn verbürgt. Aus dem frühen 14. Jahrhundert stammt die erste Erwähnung des Stapelrechtes von Diez, was eine nennenswerte Schifffahrt bezeugt. Für das Jahr 1365 ist die früheste Verwendung der heutigen Schreibweise des Namens belegt.

#### Neuzeit
1593 bis 1599 ließ Johann VI. von Nassau-Dillenburg an der unteren Lahn bis Diez Leinpfade für Pferde anlegen und Hindernisse im Fluss beseitigen. Möglicherweise gaben die seit Mitte des 15. Jahrhunderts anwachsenden Besitzungen des Hauses Nassau in den Niederlanden und die dortige hoch entwickelte Wasserbautechnik einen wichtigen Anstoß dazu. Zumindest abschnittsweise müssen Leinpfade aber bereits zuvor bestanden haben. Doch auch nach dem Ausbau blieben die Treidelanlagen wenig effizient, da die Pfade an rund 50 Stellen das Ufer wechselten. Zugleich legten die Nassau-Dietzer Grafen Wert auf den Erhalt des Mühlwehrs am Kloster Dierstein, wodurch der Fluss effektiv bis ins 18. Jahrhundert oberhalb von Diez gesperrt blieb.
1606 wurde die untere Lahn erstmals für die Schifffahrt im kleineren Umfang vertieft. Vier bis fünf Monate im Jahr war der Fluss damit dort schiffbar. Allerdings gab es auch dort zahlreiche Mühlenwehre mit nur schmalen Lücken, so dass der Verkehr auf kleine Boote beschränkt blieb. Im 17. und frühen 18. Jahrhundert gab es mehrere Initiativen von anliegenden Fürsten, die Lahn weiter als Wasserstraße auszubauen und von der Mündung bis nach Marburg schiffbar zu machen, die jedoch alle in der Abstimmungsphase scheiterten. Parallel behinderte der Aufbau vorindustrieller Hüttenwerke an der unteren Lahn den Schiffsverkehr zusätzlich, denn zur Versorgung dieser Werke mit Wasserkraft wurden zusätzliche Wehre mit meist nur schmalen Lücken gebaut.
1718 ließ Karl von Hessen-Kassel in seiner Funktion als Vormund in der Grafschaft Nassau-Dietz in der Residenzstadt Diez an der Mündung der Aar einen Hafen und den Herrschaftlichen Fruchtbau als Lagerhaus einrichten. 1728 ließ Kurtrier als Reaktion auf die nassauische Sperre bei Dierstein seinerseits unterhalb von Diez am kurtrierischen Balduinstein ein durchgängiges Wehr bauen, um das es in den folgenden Jahren wiederholten Streit mitsamt handstreichartigen Zerstörungen gab. 1740 begann Kurtrier mit Bauarbeiten, die die Lahnmündung für größere Schiffe befahrbar machten. Im Rahmen des Zweiten Schlesischen Krieges zerstörten einquartierte französische Truppen im Winter 1744/45 die Wehre bei Balduinstein und Dierstein teilweise, um sich mit Schiffen versorgen zu können. Im Winter 1753/54 wurden auf der gesamten Flusslänge Uferbefestigungen mit Treidelpfaden angelegt. Danach war der Fluss für Schiffe mit bis zu 240 Zentnern Ladung lahnabwärts und mit bis zu 160 Zentnern lahnaufwärts befahrbar. Wichtigste Transportgüter waren lahnabwärts Erze und andere mineralische Rohstoffe sowie von 1720 an Mineralwasser aus Fachingen und Niederselters. Lahnaufwärts wurden vor allem Holz- und Steinkohle, Salz und Wein transportiert.

#### Ausbau im Herzogtum Nassau
Während der französischen Besatzung begannen 1796 Inspektionen des Flusses, denen ein umfassender Ausbau folgen sollte, zu dem es wegen der politischen Entwicklung jedoch nicht kam. Das neu gegründete Herzogtum Nassau ließ die Lahn schließlich ab 1808 nach Plänen von Oberbauinspektor Johann Jakob von Kirn erneut schiffbar machen. Dabei wurden die Ufer befestigt, wodurch der Lauf insbesondere an seichten Stellen verschmälert werden sollte, und in den Wehren wurden standardisierte, 6,50 Meter breite und per Hand verschließbare Lücken eingebaut. 1808 erreichte der Ausbau Limburg, 1809 Runkel, wo die erste Schleuse überhaupt an der Lahn entstand, und am 12. Oktober 1810 wurde die Schifffahrt bis Weilburg für 18-Tonnen-Schiffe feierlich eröffnet. Auf lange Sicht war geplant, die Lahn bis Marburg schiffbar zu machen und von dort einen Kanal zur Fulda und damit zur Weser anzulegen. Dadurch sollte ein Wasserweg von Frankreich über die Rheinbundstaaten bis zur Nordsee entstehen. Flussauf von Limburg gingen die Arbeiten aber nur schleppend voran, auch weil die zu Hilfsdiensten herangezogene Bevölkerung nur widerwillig kooperierte. Große Teile des Ufers wurden nur mit Faschinen gesichert, die schon kurz darauf verrottet waren.
1816 vereinbarten das Herzogtum Nassau und das Königreich Preußen, die Lahn bis nach Gießen, wo sich das Großherzogtum Hessen anschloss, auszubauen. Über die folgenden Arbeiten ist wenig bekannt, allerdings richteten 1825 die Lahnschiffer, die die Mineralwasserquellen in Selters und Fachingen anfuhren, eine Dankadresse wegen der Instandsetzung der Flussanlagen an die nassauische Regierung in Wiesbaden. Insgesamt scheint es bis in die 1830er Jahre jedoch nur zu Reparaturen und provisorischen Arbeiten gekommen zu sein. Das einzige größere in dieser Zeit vollendete Projekt war 1838/39 der Bau einer Kammerschleuse in Limburg.
Die frühesten Versuche, den Schiffsverkehr auf der Lahn zu erfassen, datieren auf 1827. An der Runkeler Schleuse wurden in diesem Jahr 278 Schiffe gezählt, wobei die nassauische Landesregierung ausdrücklich darauf hinwies, dass der meiste Verkehr von der Mündung nach Limburg oder mit kleineren Booten vom Oberlauf nach Weilburg unterwegs sei und nur ein kleiner Teil Runkel passiere. 1833 wurden dort 464 Schiffe gezählt. Wichtigster Grund für die Zunahme dürfte der zunehmende Eisenerzabbau im Weilburger Umland gewesen sein. Eine Schätzung aus dem Jahr 1840 geht davon aus, dass die gesamte auf dem Fluss beförderte Eisenerzmenge rund 2000 Bootsladungen ausmachte, obwohl der Fluss nur von der Mündung bis nach Weilburg schiffbar war. Daneben wurde vor allem Getreide und Mineralwasser lahnabwärts transportiert. Lahnaufwärts befanden sich in den Booten vor allem Steinkohle, Holzkohle, Gips und Kolonialwaren. Um 1835 waren rund 80 größere Boote mit geringem Tiefgang auf der Lahn im Betrieb.

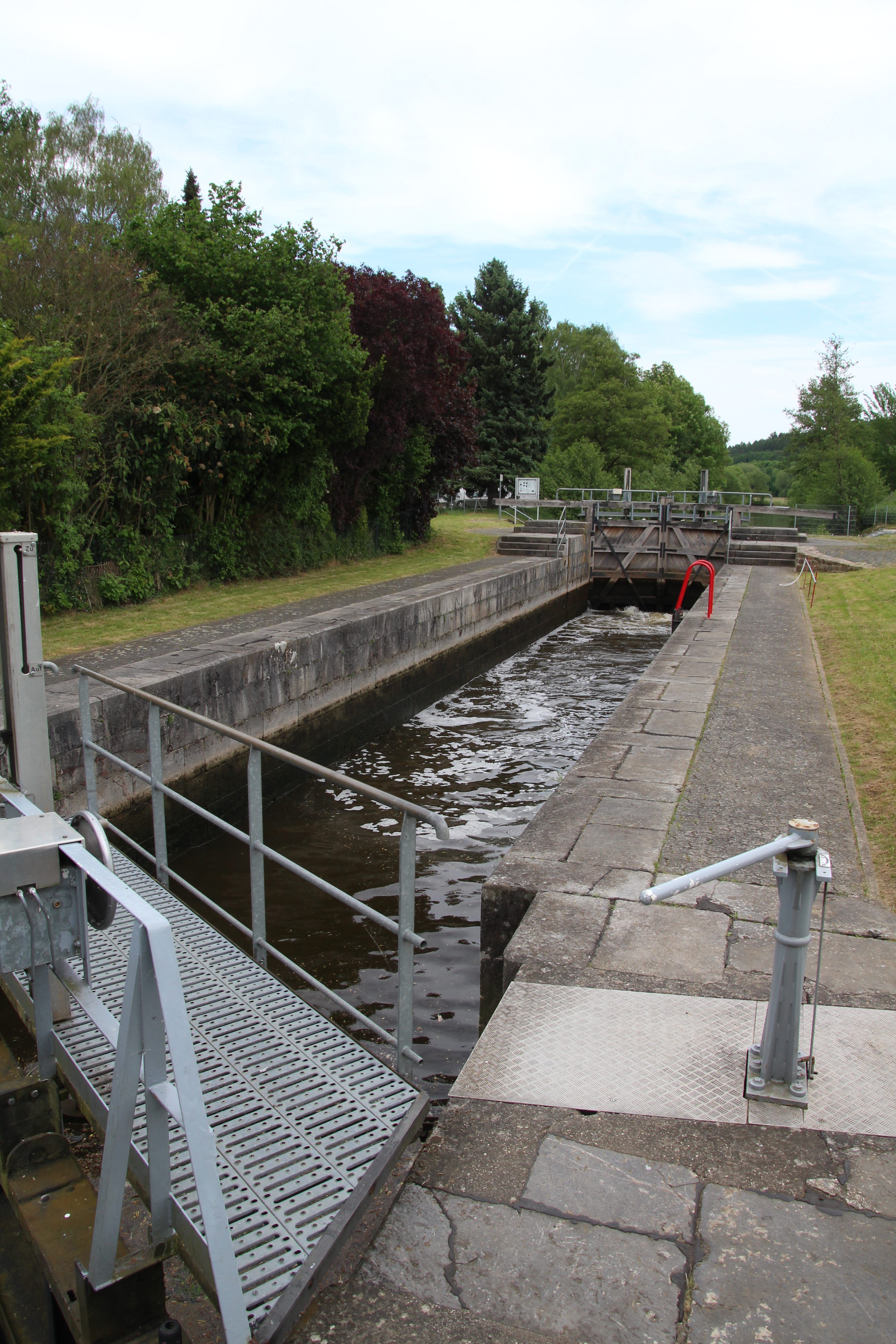
Die Schleuse bei Dorlar (zw. Wetzlar u. Gießen) wurde von 1845 bis 1848 unter preußischer Leitung gebaut

Angesichts der weiter ansteigenden Erzförderung an der Lahn kam es 1841 zu einer Inspektionsfahrt preußischer und nassauischer Beamter von Marburg bis zur Mündung. Vor allem Preußen trieb das Vorhaben voran, um eine Verbindung zwischen seiner Exklave Wetzlar und der Rheinprovinz zu schaffen und die Eisenerzversorgung für die wachsende Industrie im Ruhrgebiet zu sichern. Kurz darauf schloss sich auch Hessen-Darmstadt den Ausbaubemühungen an, während Hessen-Kassel eine Beteiligung ablehnte. Zur Vorbereitung der absehbaren Arbeiten richteten die Anlieger im Jahr 1842 erstmals durchgängig Pegel an der Lahn ein. Vertraglich legten die beteiligten Regierungen am 16. Oktober 1844 fest, den Fluss durch Stauregelung bis Gießen für Boote befahrbar zu machen, die deutlich größer als die bisherigen Fahrzeuge auf der Lahn sein sollten. Auf preußischem Gebiet waren die Arbeiten bis 1847 weitgehend abgeschlossen. Bei Dorlar, Wetzlar, Wetzlar-Blechwalze, Oberbiel und Niederbiel waren Schleusen angelegt worden. Bis 1853 entstanden weitere Schleusen in Löhnberg, Villmar, Balduinstein, Nievern, Ahl, Hohenrhein, Niederlahnstein und Neunheim sowie als größte technische Leistung der 195 m lange Weilburger Schifffahrtstunnel (1842–1847). Das Wehr des ehemaligen Klosters Dierstein wurde abgebrochen. Die Uferbefestigung und Flussvertiefung ging im nassauischen Streckenabschnitt jedoch nur schleppend voran. Zudem erreichte die ältere Limburger Schleuse nicht die vertraglich vereinbarte Breite von 5,34 Metern, Nassau verweigerte sich aber einem Ausbau. Darüber kam es in den folgenden Jahren mehrfach zu Auseinandersetzungen zwischen Nassau und Preußen, bis Nassau schließlich 1855 seine Verpflichtungen erfüllt hatte. Als letzter Arbeitsschritt wurden von 1853 bis 1859 entstanden Wehre in Bad Ems, Hollerich, Fürfurt und Kirchhofen, die durch ihr Stauwasser Stromschnellen beseitigten, aber wiederum per Schleuse durchfahrbar gemacht werden mussten. Die Wehre dienten zudem in Bad Ems und an der Elisenhütte bei Hollerich als Quellen für Wasserkraft. 1859 war der vertraglich vereinbarte Zustand erreicht und die Lahn damit auf 142 Kilometern bzw. 59 Prozent ihrer Länge schiffbar.
Trotz des Ausbaus konnten die Lahnboote nur von Gießen bis Löhnberg voll beladen fahren. Dort mussten sie einen Teil ihrer Ladung leichtern, um ihren Tiefgang für die Weiterfahrt zu verringern. Auch dies war nur während zwei bis drei Monaten möglich. In weiteren vier bis fünf Monaten pro Jahr musste die Beladung wegen des niedrigen Wasserstands bereits früher verringert werden. Den Rest des Jahres war die Lahn überhaupt nicht befahrbar. Von Wetzlar bis Lahnstein, wo die Fracht auf die großen Rheinkähne umgeladen wurde, brauchten die Boote drei bis vier Tage. Eine Fahrt von Wetzlar zur Mündung und anschließend mit Pferdekraft getreidelt wieder zurück dauerte bei guten Bedingungen rund 14 Tage. Zu dieser Zeit waren vor allem zwei Typen von Transportbooten im Einsatz: solche mit 350 Zentnern Ladekapazität und eine größere Variante mit 1300 Zentnern.
Während 1857 bis 1863 die Lahntalbahn mit neun großen Brücken und 18 Tunneln entlang des Flusses gebaut wurde, versuchten Preußen und Nassau durch das Senken von Zöllen die Lahnschifffahrt am Leben zu erhalten. Letztlich setzte sich die Eisenbahn jedoch als Transportmittel durch und die Frachtschifffahrt auf der Lahn nahm immer weiter ab (1889 noch 24.700 Tonnen im Jahr). Mehrere Vorhaben, Dampfschiffe auf der Lahn zu betreiben blieben ab 1854 in ihren Anfängen stecken.

#### Ausbau in Preußen
Im Oktober 1866 wurde Preußen durch die Annexion Nassaus und Teile des Großherzogtums Hessen alleine für den gesamten schiffbaren Verlauf der Lahn zuständig, bis auf drei Kilometer bei Gießen, die weiter im Großherzogtum lagen. In zwei Bauabschnitten wurde die Mündung der Lahn in den Rhein umgestaltet. Die ursprünglich rechtwinklige Mündung erhielt 1875 einen Schwung rheinabwärts, der die Versandung verringerte. Von 1882 bis 1885 wurde der Oberlahnsteiner Hafen erweitert und mit einem kurzen Kanal an die Lahnmündung angeschlossen.
1875, 1885 und 1897 erörterte die preußische Regierung Pläne für die Umwandlung der Lahn in einen Kanal, was das Befahren mit größeren Schiffen ermöglicht und die Nutzung weniger anfällig gegen Niedrigwasser gemacht hätte. Umgesetzt wurden diese Pläne jedoch nie. Lediglich eine einzige Staustufe wurde 1882 bei Kalkofen gebaut, punktuell wurde das Flussbett ausgebaggert, so um 1880 bei Runkel. 1903 gründeten Industrielle in Wetzlar einen Verein zur Hebung der Lahnschifffahrt. 1905 bis 1906 wurden die untersten 13 Kilometer bis Bad Ems durch Stauerhöhungen und Behelfsmaßnahmen an Schleusen so ausgebaut, dass Schiffe bis 1,60 Meter Tiefgang und 180 Tonnen Ladung verkehren konnten.

#### 20. und 21. Jahrhundert

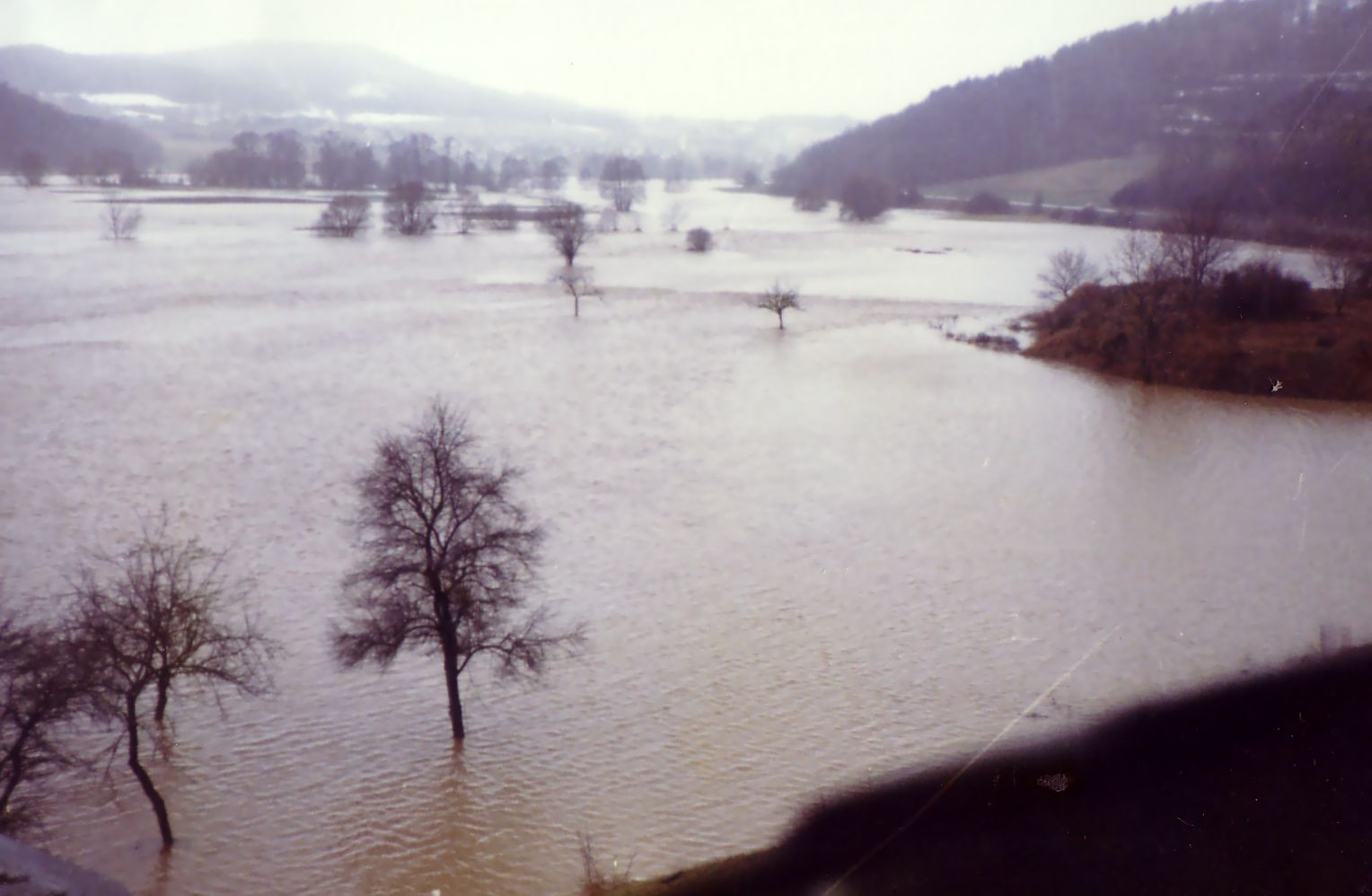
Lahnhochwasser von 1984 zwischen Friedensdorf (hinten) und Buchenau

Durch Erfindung des Dieselmotors, der die zuvor noch betriebene Pferdetreidelei verdrängte, erlebte die Lahnschifffahrt nach dem Ersten Weltkrieg einen Aufschwung. 1921 erfolgte die Übernahme durch das Reich, wie bei allen Wasserstraßen mit Güterverkehr. 1926 bis 1928 wurde der Fluss auf 67 Kilometern Länge bei Steeden oberhalb Limburg, wo große Steinbrüche die Hauptfracht lieferten, durchgehend für 190-Tonnen-Schiffe gestaut durch den Bau weiterer Staustufen. 1946 verursachte ein Jahrhunderthochwasser am 8. und 9. Februar im Gebiet der Lahn hohe Schäden.
Eine sechste und wohl letzte Schiffbarmachung zog sich von 1938 bis 1964 hin. Dabei sollte die Lahn für das im westeuropäischen Wasserstraßennetz verbreitete 300-Tonnen-Schiff mit 1,80 Metern Tauchtiefe zugänglich werden. Es blieb jedoch beim Ausbau der Schleusen bei Lahnstein, Hohenrhein, Bad Ems und Nievern. Nach der Schließung der Steinbrüche bei Steeden im Jahr 1971 wurden alle weiteren Ausbaupläne fallen gelassen. Die folgenden Arbeiten an den Anlagen im Fluss zielten nur noch auf die Nutzung durch Sportboote.
1951 entstand ein Generalplan mit Vorschlägen zu Talsperren und Hochwasserrückhaltebecken (u. a. Lahntalsperre oberhalb des Stadtgebietes von Laasphe bis hinter Saßmannshausen). Der geplante Lahnverband, der das gesamte Einzugsgebiet der Lahn abdecken sollte, wurde aber nicht gebildet, so dass der Generalplan nicht umgesetzt wurde.
- 1960: Beginn des Kiesabbaus in den breiten Ebenen des Lahntals bei Gießen und bei Marburg.
- 1984: Am 7. Februar Jahrhunderthochwasser an der Lahn, das zu Schäden in Millionenhöhe führte; seitdem zentraler Hochwasser-Warndienst und Koordination des Hochwasserschutzes durch das Regierungspräsidium Gießen
- 1996 Einstellung des Kiesabbaus an der Lahn, Ausweisung weiter Teile des Lahntales im hessischen Abschnitt als Naturschutzgebiet
- 2017: Im Oktober 2017 wurde die Lahn durch einen Gülle-Unfall und dessen Abfluss über die Weil geschädigt und viele Fische starben.[52]

### Flussverwaltung
Das Herzogtum Nassau stellte zur Vorbereitung der Ausbaukampagne im Jahr 1840 Eduard Ferdinan Haas als Wasserbauinspektor ein, der für Rhein, Main und Lahn zuständig war. Sein Dienstsitz wurde in Diez eingerichtet und mit einem eigenen Hafenbecken als Liegeplatz für Bauschiffe und ähnliche Geräte ausgestattet. 1860 folgte der Bau eines Dienstgebäudes, das bis heute die Nachfolgebehörde beherbergt. Als Wasserbauinspektion Diez ging die Behörde 1866 an Preußen über, wurde dem Regierungspräsidenten in Wiesbaden unterstellt und erhielt die Zuständigkeit für die gesamte Lahn. Von 1910 an firmierte die Einrichtung als Wasserbauamt Diez. 1921 wurde es von Preußen an das Deutsche Reich ausgegliedert und der Rheinstrombauverwaltung Koblenz untergeordnet. 1939 erfolgte die Umbenennung in Wasserstraßenamt Diez und 1949 in Wasser- und Schifffahrtsamt Diez. Nach Kriegsende und bis 1952 waren wegen der Zugehörigkeit zu verschiedenen Besatzungszonen teilweise auch Behörden in Wiesbaden und Eltville für die Lahn zuständig. 1952 erhielt die Wasser- und Schifffahrtsdirektion Mainz die Zuständigkeit für den gesamten Fluss und mit ihr auch die ihr von da an angegliederte Diezer Behörde. Zum 1. Februar 1978 wurde das Wasser- und Schifffahrtsamt Diez als Außenstelle dem Wasser- und Schifffahrtsamt Koblenz untergeordnet. Heute gehört die Außenstelle Diez zum Wasserstraßen- und Schifffahrtsamt Mosel-Saar-Lahn.

## Schlösser und Burgen
Beiderseits der Lahn ragen die folgenden, von der Quelle zur Mündung hin geordneten Schlösser und Burgen oder deren Ruinen empor:
| - Nordrhein-Westfalen - Schloss Wittgenstein - Hessen - Schloss Biedenkopf - Hohenfels - Schloss Marburg - Burg Staufenberg - Burg Gleiberg - Burg Vetzberg - Altes und Neues Schloss Gießen - Reichsburg Kalsmunt in Wetzlar - Burg Hermannstein in Wetzlar - Schloss Braunfels - Laneburg - Schloss Weilburg - Burg Freienfels - Neuelkerhausen - Vogteiburg Villmar - Burg Schadeck - Burg Runkel - Dehrn - Burg Limburg | - Rheinland-Pfalz - Alte Burg - Schloss Oranienstein - Grafenschloss Diez - Burg Ardeck - Burg Balduinstein - Schloss Schaumburg; - Waldecksches Jagdschloss - Burg Laurenburg - Schloss Laurenburg - Schloss Langenau - Burg Nassau - Steinsches Schloss - Steinsche Burg - Karlsburg - Burg Lahneck |  |

## Film
- Natascha Rhein, Susie Maass: Hessen von oben: Main, Rhein und Lahn. Reportagefilm mit Luftaufnahmen, Der Flug entlang der Lahn beginnt im Quellgebiet im Rothaargebirge und führt über Städte wie Biedenkopf, Marburg, Gießen, Wetzlar, Weilburg und Limburg bis zur Mündung in den Rhein, 90 Min, Deutschland, Hessischer Rundfunk, 2014.[53]